# Чеська література
Че́ська літерату́ра — література Чехії, одна з багатьох літератур Європи.
До чеської літератури належать:
- Літературні твори, написані чехами (чеським етносом, національністю), як чеською, так і будь-якою іншою мовою: латинською чи німецькою. Наприклад, твори таких авторів, як Козьма Празький чи Карел Гінек Маха.
- Літературні твори, написані в Чехії, неважливо представником якої національності є письменник — автор певного літературного твору. Скажімо, твір Франца Кафки «Замок».
- Літературні твори, написані чеською мовою, враховуючи і твори тих авторів, котрі або не були чехами, або перебували за межами Чехії, у еміграції тощо. Приміром, твори Йозефа Шкорецького.

## Періодизація
У чеській літературі розрізняють такі періоди:
- Стародавні віки (до Яна Гуса (863—1310))
- Середні віки (від Яна Гуса до Йосифа ІІ)
  - Готика — (1310—1434)
  - Ренесанс — (1434—1620)
  - Бароко — (1620—1773)

У середні віки деякий час тривало протистояння католицької та протестантської літератури. Згодом після військової поразки протестантів гору взяли католики. Освітою, культурою та літературою зокрема, зайнялися єзуїти. Відомими письменниками та поетами цього часу були Ян Амос Коменський, Павло Странський, Павло Скала, Їржі Плаха, Фелікс Кадлінський.
- Нові Часи (від Йосифа ІІ до сьогодні)
  - Народне відродження — (1773-1848)
  - Модерний період — (1848-1938)
  - Період тоталітаризму — (1938-1989)
  - Сучасний період — (від 1989 по сьогодні)

## Видатні письменники
- Ян Неруда
- Ярослав Гашек
- Карел Чапек
- Богуміл Грабал
- Мілан Кундера (1929–2023)
- Ян Карнік
- Ярослав Сайферт (1901—1986) — перший нобелівський лавреат у чеській літературі (1984).

## Чесько-українські літературні взаємини
Українською мовою перекладені й опубліковані твори Божени Немцової, Карела Гавлічка-Боровського, Яна Неруди, Алоїса Їрасека, Петра Безруча, Ярослава Гашека, Івана Ольбрахта, Карела Чапека, Яна Отченашека, Юліуса Фучіка та інших письменників. До антології «Чеська поезія», виданої в Києві у 1964 р., ввійшли вірші багатьох чеських поетів. Зі зразками чеської поезії можна також познайомитись у книзі Р. Лубківського «Слов'янське небо» (К., 1972).
Чесько-українські літературні взаємини обговорюються в праці «З історії чехословацько-українських літературних зв'язків» (Братислава, 1959), збірнику «Сто п'ятдесят років чесько-українських літературних зв'язків» (Прага, 1968, чеською мовою) тощо.

## Видання перекладів українською

#### Збірки творів
- Весняна Влтава: Молода чеська поезія: Пер. с чес. / Упоряд.: В. Житник, Р. Лубківський; Передм. М. Флоріана. — К. : Молодь, 1982. — 232 с.
- Вірші місячної ночі: переклади з братніх літератур / В. В. Пагиря. — Ужгород: [б.в.], 1997. — 91 с. (Перекладені твори: Петро Безруч «Кантор і альфар»; Ярослав Верхліцький «За крихтою любові»; Їржі Волькер «Хвора кохана»; Йозеф Гора «Для кого?»; Віктор Дик «Пісня подорожнього»; Станіслав Костка-Нейман «Маків букет»; Ян Неруда «Остання балада»; Йосиф Рибак «Коли відходить артист»; Іван Скала «Літо в Гагрі»; Антонін Сова «Гордовите страждання»; Отакар Фішер «Лікарство».[2][3]
- Вітер з полонини: Зб. творів чеських письм.: Пер. з чес. / Вступ. ст. та прим. Г. М. Сиваченко. — Ужгород : Карпати, 1986. — 341 с.
- Володар часу : казки / пер. з чес. Д. Андрухів; передм. В. Житника; худож. Н. Кирилова. - К. : Веселка, 1991. - 248 с. : іл.
- Забута земля : зб. творів зарубіж. письм. – Ужгород : Карпати, 1984. – 384 с.[4]
- Зелен май : 3б.: Твори письм. Болгарії, НДР, Польщі… / Текст ред.-упоряд. О. Логвиненко; вступне сл. О. Гончара; мал. В. Савадова. — К.: Веселка, 1985. — 431 с., ілюстр. — До 40-річчя перемоги над фашизмом. (Зі змісту: Додому по ляльку / Горелова Е.; Пер. з чес. Н. Мурченко. Онджейове серце / Крженек П.; Пер. з чес. Л. Мужука. Діти за гратами / Мікула Й.; Пер. з чес. Н. Мурченко. Два хлопці під обстрілом / Ржіга Б.; Пер. з чес. Н. Мурченко. Шлях / Шайнер Д.; Пер. з чес. Г. Неруш.)
- Зустріч з чеською поезією: в перекладах Ліни Костенко: [вірші: пер. з чес.] // Літ. Україна. — 1963. — 18 жовт. — С. 2–3. — Зі змісту: Ніч / Іржі Волькер ; Божі млини / Станіслав Нейман; Ромео і Джульєтта / Іржі Шотола ; Бернард Жар / Петр Безруч ; Жертва / Елішка Красногорська.
- Кавничок : [оповідання чеських письменників] / пер. з чес. Василя Королева-Старого // Жіноча доля. - Коломия, 1931. — Ч. 3. — Перекл. у тексті: В. С-й.[5]
- Казки для хлопчиків: [для дітей дошк. та мол. шк. віку] / [Матєй Мікшічек та ін. ] ; пер. з чес. Віктора Павлюка ; [упоряд. О. Івасюк ; худож. І. Стасюк]. — Чернівці : Букрек, 2016. — 71 с.: іл. — ISBN 978-966-399-818-3
- Казки / пер. з чес., упоряд. А. Багмут; худож. оформ. Ж. Присяжної. - К. : Головна спеціалізована редакція літератури мовами національних меншин України, 2002. - 135 с. : ілюстр.
- Карпатська замана: Збірник творів укр. письменників Чехословаччини / Уклад.: Ф. М. Ковач, О. В. Мишанич, М. П. Роман. — К. : Рад. письменник, 1990. — 383 с. — ISBN 5-333-00226-6.
- Кротик. Велика книга : [для дітей дошк. віку] / Зденек Мілер, Едуард Петішка, Гана Доскочилова ; [пер. з чес. К. Зінкевич ; іл. З. Мілер]. - Київ : ПЕРО, 2018. - 204, [2] с. : кольор. іл. - ISBN 978-966-462-962-8
- Кротик і всі-всі-всі : [для дітей дошк. віку] / Зденек Мілер [іл.], Гана Доскочилова, Едуард Петішка ; [пер. з чес. К. Зінкевич]. - Київ : Перо, 2018. - 315, [4] с. : кольор. іл. - ISBN 978-966-462-958-1
- Кротик. Історії в малюнках [Текст] : [для дітей дошк. віку] / Зденек Мілер, Гана Доскочилова ; [пер. з чес. К. Зінкевич ; іл. З. Мілер]. - Київ : ПЕРО, 2018. - 204, [2] с. : кольор. іл. - ISBN 978-966-462-961-1
- Міст: сучасне чеське оповідання: пер. з чес. / Упоряд. і передм. Володимир Костянтинович Житник.– К. : Дніпро, 1984.– 296 с.
- На зеленому острові: оповідання / [Ів. Грушка, Д. Захар, А. Веніг, Е. Свобода ; передм.], пер. з чес. мови В. Старий ; [заставки О. Судомори]. — Київ ; Прага: Вид. Т-ва «Час», 1919. — 70 с. : іл. Режим доступу: https://elib.nlu.org.ua/mobile/#/object/9391 [Архівовано 1 листопада 2020 у Wayback Machine.]
- На сіножати: Моравська народна пісня / Перекл. Б. Заклинський // Світ дитини. — 1923. — Ч. 7. — С. 35; 1924. — Ч. 19. — С. 152. — Перекл. у тексті: Богданко.
- Новознайдені переклади Григорія Кочура / публ. А. Кочура та М. Москаленка // Всесвіт. — 2000. — № 3–4. — С. 143—156. (Зі змісту: З чеської поезії / Й. С. Махар, П. Безруч, К. Бібл, В. Голан ; пер. з чеськ. Г. Кочура. — С. 152—153.)
- Переклади Івана Франка з чеської та словацької літератур // Зв'язки Івана Франка з чехами та словаками / Упор. М. Мольнар та М. Мундяк. — Братислава: Словацьке вид-во худ. літ-ри, 1957. — С. 29-245.[6]
- Перлини світової поезії в перекладах Дмитра Павличка: до 82-річчя видатного поета, Героя України, головного редактора «Всесвіту» у 1971—1978 рр. : [із шведської та чеської поезій] // Всесвіт. — 2012. — № 5/6. — С. 21-47. (З чеської поезії: Ян Коллар, Карел Гінек Маха, Ян Неруда, Ярослав Врхліцький, Вітезслав Незвал, Ярослав Сайферт, Мілан Кундера, Мирослав Флоріан, Йозеф Петерка.)
- Пісні над Влтавою: Коротка антологія чеської поезії: пер. с чес. / Упоряд. В. К. Гуцаленко; Пер. В. К. Гуцаленко; Передм. Ростислав Радишевський.– К. : Голов. спеціаліз. ред. літ. мовами нац. меншин України, 2002.– 224 с.– (Джерела духовності). — ISBN 966-522-182-5 (Зміст: Дочка слави / Я. Коллар; Вечірні пісні / В. Галек; Поетичні твори / В. Завада; Бальзамін / Ф. Нехватал; Непростимість / О. Виглідал; Ломикамінь / І. Скала; Урожай серця / М. Черник)
- Світ від А до Я. Хрестоматія світової літератури для початкової школи. У 3-х кн. Кн.3.: Росія-Японія / Укл.  Галина Кирпа, Дмитро Чередниченко. - Тернопіль: Навчальна книга - Богдан, 2007. - 448 с. - ISBN 978-966-408-169-3. (Зміст: Мельничук і три лелеки. Чеська народна казка; Рудольф Майєр. Україна; Ян Неруда. «Ти знаєш, мамо, казку ту чудову...»; Йозеф Сладек. Гусенятка; Богдан Єлінек. «Місяць бродить стиха...»; Алоїс Ірасек. Оповідання про шахту «Серпанок»; Д. Захар. Як пес став королем. Дерев’яний король; Йозеф Кожішек. Молотильник; Їржі Волькер. Про мільйонера, який украв сонце. Сонце; Божена Нємцова. У царя Трояна цапині вуха!; Антонін Сова. Ставки; Павел Явор. Травень; Лібор Коваль. «Без слів цей коник пісеньки...»; Вітезслав Незвал. «Трах-тах-тах!..». «Світи, сонце, на наш край...»; Олена Востра. Калюжа біля парку; Карел Чапек. Казки для Дарочки, щоб сиділа тихо; Мірослав Флоріан. Які очі має вітер?; Йозеф Чапек. Гратися; Ян Гербен. Як пальчик на бенкеті домігся більшої риби; Олдржіх Сироватка. Татусь і матуся. Кульбабки; Едуард Петішка. Як жаба вискочила на місяць; Ондржей Секора. Про дві великі ляпки; Їржі Кафка. Уривок із повісті-казки «Гуп та Гоп»; Франтішек Грубін. «До вечері, донечко!..». «Хвильки і хвилі...»; Мілош Мацоурек. Зебра. Усміхнімося!)
- Слов'янська ліра: Збірник / упоряд. та перекл. Р. Лубківський; передм. Д. Павличко. — К.: Видавництво «Дніпро», 1983. — 421 с.
- Слов'янське небо: Вірші російських, білоруських, польських, чеських, словацьких, сербо-лужицьких, югославських, болгарських поетів у перекл. Романа Лубківського / ред. В. Колодій. — Львів: Видавництво «Каменяр», 1972. — 264 с.
- Співуча липка: казки зах. слов'ян: для мол. шк. віку ; [пер. з пол. О. Стаєцького ; пер. з лужиц. М. Павлюка ; пер. зі словац. Д. Чередниченка ; пер. з чес. Н. Мурченка; редкол.: П. Недо та ін. ; післямова І. Ющука ; худож. Г. Зматлікова]. — Київ ; Будишин: Веселка: Домовіна, 1981. — 343 с. : іл.
- Старочеські співи з Краледворського рукопису і других // Тв.: в 3 т. / С. Руданський; ред. П.Й. Колесник. – К., 1973. – Т.2. – С. 250-293.
- Твори: [у 20 т.] / І. Я. Франко ; обкл., обгортка П. П. Холодного. Т. XVIII: З чужих літератур. Лірика. — Нью-Йорк: Книгоспілка, 1960. — 502 с.: портр.
- Туга за весною: Чеська народна пісня / Перекл. К. Заклинський // Світ дитини. — 1924. — Ч. 1. — С. 8. — Перекл. у тексті: К. З.
- У чехів. Антологія сучасного чеського оповідання / Упор. Л. Ржегоржікова, І. Забіяка. - К.: А-БА-БА-ГА-ЛА-МА-ГА, 2021. - 480 с. - ISBN 978-617-585-207-1 (коротко про видання [Архівовано 24 червня 2021 у Wayback Machine.])
- Хрестоматія дитячої славістики: Слов'янська поезія XIX — початку XX століття. — К.: Успіх і кар'єра, 2008. — 256 с. — ISBN 978-966-208-2068-07-4
- Чеська поезія: Антологія / за ред. Григорія Кочура, Максима Рильского. — К.: Державне видавництво художньої літератури, 1964 г. — 586 с.
- Чеські і словацькі прислів'я та приказки: пер. з чеш., словац. / Вступ. сл. Михайло Гайдай; Упоряд. і перекл. Юрій Лісняк.– К. : Дніпро, 1975.– 189 с.– (Мудрість народна; зб. 12)
- Чеські народні казки / упоряд., вступ. сл., пер. з чес. О. Микитенка; мал. П. Гулина, Н. Кирилової. — К. : Веселка, 1980. — 160 с. : ілюстр.
- Чеські народні казки : Пер. з чеськ. / Упоряд. О. Микитенко. — К. : Веселка, 1990. — 243 с.
- Чеські оповідання для дітей / Пер. з чеськ. О. і М. Кривинюків.– Катеринослав, 1918.– 30 с.[7]
- Чеські та словацькі новели: Пер. з чеськ. та слов. / Вступ. ст. Н. Рибака. — К. : Рад. письменник, 1953. — 270 с. (Зі змісту: Ян Дрда. Вищий принцип. Через кілька років. Іржі Марек. Лютий. Говорить мати. Марія Пуйманова. Дівчина з бригади. Олена Бернашкова. Джеральдіна. Франтішек Кубка. Голуб Пікассо. Мудрість дядька Кроутіла. Лорелея. Іван Ольбрахт. Провокатор війни Трумен. Карел Конрад. Слухай мене! Т. Сватоплук. Ботобуд без шефа. Вашек Каня. Парова турбіна. Іржі Валья. Підземна батьківщина.)

#### А
- Айваз, Міхал

В кінці саду / М. Айваз ; пер з чес. Л. Павлишин // У чехів. Антологія сучасного чеського оповідання / Упор. Л. Ржегоржікова, І. Забіяка. - К.: А-БА-БА-ГА-ЛА-МА-ГА, 2021. - 480 с. - С. 10. - ISBN 978-617-585-207-1
- Аморт, Честмір

Розшукується невідомий зрадник: Док. повість / Ч. Аморт, І. М. Єдлічка. Перекл. з чеськ. А. Патрус-Карпатський та І. Цупа  — К. : Рад. письм., 1971. — 208 с.
- Ашкеназі, Людвік

Дитячі етюди: [Оповідання] / Л. Ашкеназі ; Пер. з чеськ. І. Смирнов, Я. Орнст. — К. : Рад. письменник, 1956. — 127 с.

#### Б
- Баар, І.

Осудовисько : оповідання / І. Баар ; пер. з чес. В. Королів-Старий. - Прага : [б.в.] ; Берлін : Нова Україна, 1923. - 42 с.
- Бабула, Володимир

Пульс Всесвіту: Наук.-фант. повість / В. Бабула ; Пер. з чеської М. А. Соучек. — К. : Молодь, 1962. — 83 с. — (Б-чка пригод та наук. фантастики).
Сигнали з всесвіту: Наук.-фантаст. роман: У 2-х кн.: Пер. з чеськ. / В. Бабула. — К. : Дніпро, 1968. — 447 с.
Зміст:
Сигнали з Всесвіту (роман, переклад М. Дашкієва, М. Соучек), с. 3-195
Планета трьох сонць (роман, переклад М. Дашкієва, М. Соучек), с. 196—378
Пульс Всесвіту (повість, переклад М. Соучек), с. 379—441
Микола Дашкієв. Замість післямови (стаття), с. 442—446
- Балабан, Ян

Ми ще тут: Повість із десяти оповідань / Ян Балабан ; пер. з чес. Ганна Величко. — Львів: Астролябія, 2012. — 224 с. — ISBN 978-617-664-011-0
У комуністів / Я. Балабан ; пер з чес. А. Олексіюк // У чехів. Антологія сучасного чеського оповідання / Упор. Л. Ржегоржікова, І. Забіяка. - К.: А-БА-БА-ГА-ЛА-МА-ГА, 2021. - 480 с. - С. 20. - ISBN 978-617-585-207-1
- Бареш, Густав

Три поєдинки Яна Зіки: Спогади / Г. Бареш ; Пер. з чес. В. Пасічна. — К. : Рад. письменник, 1964. — 342 с.
- Бегоунек, Франтішек

Острів драконів. У горах повітряної ріки: Повісті / Ф. Бегоунек ; Пер. з чес. Ю. О. Авдєєв. — К. : Молодь, 1966. — 96 с.
- Бездєкова, Зденька

Звали мене Лені: Повість: Для мол. й сер. шк. віку / З. Бездєкова ; Пер. з чеськ. В. Житника. — К. : Веселка, 1990. — 136 с. — ISBN 5-301-00689-4.
- Безруч, Петр

Кактус: [Вірш] / Петр Безруч ; пер. з чес. Л. Мосендз // Вістник. — 1936. — Т. 4. — Кн. 12. — С. 860.
Ти і я ; Один лиш раз ; Супутниця ; Лебединка / Петр Безруч ; Пер. з чес. М. Лукаш // Всесвіт. – 1958. – No 2. – Серп. – С. 27–28. – (3 чеських поетів).
Бернард Жар / Петр Безруч ; пер. з чес. Ліна Костенко // Літ. Україна. — 1963. — 18 жовт.
Бернард Жар: [Вірш] / П. Безруч ; Пер. з чес. Г. Кочур // Всесвіт. — 1964. — № 2. — С. 4.
70000; Маричка Маґдонова; Хто змінить мене; Сілезькі ліси; Могельниця; Драгун Ганис Блендовський з Н. Лютині на Стражі під Крашником; Успіх / П. Безруч ; Пер. з чес. В. Житник // Чеська поезія: Антологія / за ред. Григорія Кочура, Максима Рильского. — К.: Державне видавництво художньої літератури, 1964 г. — 586 с.
Епіграф до «Сілезьких пісень»; Червоний квіт; Тільки раз; Зустріч; Бернард Жар; Острава; Я; Читачі віршів; «Самотньо я жив, наче кінь степовий…» / П. Безруч ; Пер. з чес. Г. Кочур // Чеська поезія: Антол. — К., 1964. — С. 214—217; 220—222; 225—230; 233—234.
Із «Сілезьких пісень» // День поезії. 1965 : Збірник. — К.: Рад. письменник, 1965. — 231 с. — Із зм.: Didus ineptus; Гельдерлін над Неккаром; Калина І; Врбиця; Гучин / Пер. з чес. В. Житник. — С. 198—202.
Вони і ми ; Ондраш: вірші / П. Безруч ; Пер. з чес. В. Житник // Дніпро. — 1967. — № 9. — С. 81, 82.
Жнива ; Гірник ; Маркіз Ґеро ; Ти і я ; Кийов / П. Безруч ; Пер. з чес. В. Житник // Всесвіт. — 1967. — № 12. — С. 137—139.
Без мене й зі мною; Леонід; Калина; Смерть Цезаря; Напис на могилі борця; Єдина мелодія: [Вірші] / П. Безруч ; Пер. з чес. Г. Кочур // Всесвіт. — 1967. — № 12. — С. 139—141.
Плуг; Жерманиці; Всього лиш раз: вірші / П. Безруч ; Пер. з чес. В. Житник // Україна. — 1968. — № 23. — С. 4, 5.
Тільки раз; Бернард Жар; Читачі віршів / П. Безруч ; пер. з чес. Г. Кочур / Відлуння: Вибрані переклади / [Авт. передм. В. Коротич; Ред. Ф. Ф. Скляр] — К.: Дніпро, 1969. — 146 с.
Сілезькі пісні: поезії / П. Безруч ; Пер. з чес. В. Житник, Г. Кочур, М. Лукаш ; Вступ. ст. і прим. В. Житник. — Київ: Дніпро, 1970. — 175 с. (Перлини світової лірики).
Епіграф до «Сілезьких пісень»; Червоний квіт; Єдина мелодія; Тільки раз; Метелик; Зустріч; Домасловиці;
Бернард Жар; Острава; Леонід; Опава; Напис на могилі борця; Смерть цезаря; Я; Читачі віршів; 1864—1904; Гельдерлін над Неккаром; Дідик; Без мене й зі мною; Калина ІІ; Калина III; «Самотньо я жив…» / П. Безруч ; пер. з чес. Г. Кочур // Друге відлуння: Переклади / Авт. передм. М. О. Новикова; Ред. М. Н. Москаленко. — Київ: Дніпро, 1991. — 558 с.
Єдина мелодія: [Вірш] / П. Безруч ; Пер. з чес. Г. Кочур // Тисячоліття: Поетичний переклад України-Русі: Антологія / Упоряд. М. Н. Москаленко. — К.: Дніпро, 1995. — 693 с. — С. 611—612.
Зустріч: [Вірш] / П. Безруч ; Пер. з чес. Г. Кочур // Жива вода. — 1998. — Листоп.
Читачі віршів [Вірш] / П. Безруч ; Пер. з чес. Г. Кочур // Зарубіжна література. — 1998. — Берез.
Всього лиш раз; Маркіза Ґеро; Didus ineptus: вірші / П. Безруч ; Пер. з чес. В. Житник // Слов'янське віче — XXI століття. — 1999. — № 3.
Успіх: [Вірш] / Безруч П. ; Пер з чес. Кочур Г. // Кримська світлиця. — 1999. — 14 трав.
- Беллова, Б'янка

Доглядач греблі / Б. Беллова ; пер з чес. М. Пономаренко // У чехів. Антологія сучасного чеського оповідання / Упор. Л. Ржегоржікова, І. Забіяка. - К.: А-БА-БА-ГА-ЛА-МА-ГА, 2021. - 480 с. - С. 32. - ISBN 978-617-585-207-1
- Беран, Станіслав

Вага мухи / пер. з чес. Марії Косенко. URL: http://dialogue.lviv.ua/stanislav-beran-pereklady-mach-2020/ [Архівовано 24 червня 2021 у Wayback Machine.]
- Берковець, Їржі

Операція «Ліра»: Наук.-фантаст. муз. оповід.: Пер. із чес. / Ї. Берковець. — К.: Муз. Україна, 1968. — 176 с.
- Бібл, Константін

Вечір; Метелик; Вечір над морем; Ялинка; Пісня зубчатого колеса; Воєнна тиша; Бетховен (З циклу «Карлові Вари») / К. Бібл ; Пер. з чес. Г. Кочур // Чеська поезія: Антол. — К., 1964. — С. 325—332.
Ялинка; Бетховен (З циклу «Карлові Вари»); Воєнна тиша / К. Бібл ; пер з чес. Г. Кочур / Відлуння: Вибрані переклади / [Авт. передм. В. Коротич; Ред. Ф. Ф. Скляр] — К.: Дніпро, 1969. — 146 с.
- Болава, Анна

У темряву: роман / Анна Болава ; пер. з чес. Олександра Стукала. — Київ : Знання, 2017. — 239 с. — (Голоси Європи ; № 4. Чехія). — Пер. вид. : Do tmy / Anna Bolavá. — Praha, 2015. — ISBN 978-617-07-0499-3. — ISBN 978-80-207-1622-4 (чес.). — ISBN 978-617-07-0479-5 (серія)
- Борковец, Петр

Колібрі у Бризігеллі / П. Борковец ; пер з чес. І. Забіяка // У чехів. Антологія сучасного чеського оповідання / Упор. Л. Ржегоржікова, І. Забіяка. - К.: А-БА-БА-ГА-ЛА-МА-ГА, 2021. - 480 с. - С. 42. - ISBN 978-617-585-207-1
- Боровічка, Вацлав

Шпигуни з Тель-Авіва / Боровічка Вацлав ; пер. з чес. Л. С. Гончаренко. — Київ : Політвидав України, 1982. — 199 с.
- Боушек, Карел

Каміння у річці: вірші / К. Боушек ; пер. з чес. В. Житник // Київ. університет. — 1980. — 17 бер.
- Браніслав, Франтішек[11]

«Я згадую про дім…»: [Вірш] / Броніслав Франтішек ; перекл. М-м // Поступ. — 1927. — Ч. 3/4. — С. 86.
Віршик для тебе: [Вірш] / Ф. Браніслав ; Пер. з чес. Г. Кочур // Чеська поезія: Антол. — К., 1964. — С. 370.
[Вірші]. В кн.: Чеська поезія. К., 1964.
[Вірші], В кн.: Тичина П. Зібрання творів, т. 6. К., 1985.
- Бржезіна, Отокар

Мати: [Вірш] / О. Бржезіна ; перекл. М. Славінський // ЛНВ. — 1924. — Т. 83. — Кн. 6. — С. 97.
«Хвилі слави я мав…»; Відповіді: [Вірші] / О. Бржезіна ; перекл. О. Луцький // Життя і мистецтво. — 1920. — Ч. 6/8. — С. 172—173. — Авт. у тексті: Отокар Бжезіна.
Мотив з Бетховена; Природа; Гігантські тіні / Отокар Бржезіна ; пер. з чес. Григорій Кочур / Відлуння: Вибрані переклади / [Авт. передм. В. Коротич; Ред. Ф. Ф. Скляр] — К.: Дніпро, 1969. — 146 с.
Пісня про вічну юність / Отокар Бржезіна. Переклав Григорій Кочур // Книга життя. Поетична антологія / уклад. Б. Щавурський. - Тернопіль : Богдан, 2010. - 344 с. - ISBN 978-966-10-1064-1. - С. 43.
- Броусек, Антонін

[Вірші] // Влучність: поетичні переклади / Леонід Череватенко ; [упоряд.: В. Богуславська, Л. Забарило]. — Київ: Вид. дім Дмитра Бураго, 2017. — 340 с. : фот. — ISBN 978-966-489-425-5.
Поезії шістдесятих років / Антонін Броусек ; переклав Леонід Череватенко // Хроніка-2000. — 1999. — Вип. 29/30 : «Україна — Чехія», ч. 2. — С. 381—386. — (Хроніка останніх десятиліть. Форми і відбитки). — Зміст: Зневіра ; Хебське ґетто ; Дощ висихає ; Осінні води ; Стрілянина у каменярні ; Чеське середньогір'я ; Гаї в листопаді ; Чеський Віфлеєм ; Розлив.
- Бублік, Ладіслав

Хребет: З щоденника невідомого будівельника / Л. Бублік ; Пер. з чеськ. Р. Тимченка. — К. : Молодь, 1967. — 230 с.
- Бунята, Йозеф

В Техасі: [Повість] / Й. Бунята ; перекл. В. Королів-Старий // Жіноча доля. — 1932. — Ч. 6–20.

#### В
- Вавра, Ярослав Раймунд

Міцний кулак туарегів: Пригоди трьох хлопців з Тріполі-ель-Акса / Я. Р. Вавра ; Пер. з чеськ. Ганна Пашко. — К. : Молодь, 1966. — 262 с.
- Валова, Владіміра

Перекредитування / В. Валова ; пер з чес. О. Долга // У чехів. Антологія сучасного чеського оповідання / Упор. Л. Ржегоржікова, І. Забіяка. - К.: А-БА-БА-ГА-ЛА-МА-ГА, 2021. - 480 с. - С. 48. - ISBN 978-617-585-207-1
- Ванчура, Владислав[12]

Три ріки / Владислав Ванчура ; пер. з чес. Федора Іванчова. – Пряшів: Словацьке педагогічне товариство. Відділ української літератури в Пряшеві, 1962. – 297 с.
Останній суд: роман / В. Ванчура. Пер. з чес. О. Логвиненко // Вітер з полонини: Зб. творів чеських письм.: Пер. з чес. / Вступ. ст. та прим. Г. М. Сиваченко. — Ужгород: Карпати, 1986. — С.123-213.
- Вахек, Еміл

Справа про 19 роялів. Чорна зоря: Пригодницькі повісті / Е. Вахек. Переклад І. Христенко, І. Суботової та В. Соботовича. Післямова В. Шевчука. — К. : Дніпро, 1972. — 364 с.
Чорна зоря: Пригодницька повість / Е. Вахек ;  Пер. з чеськ. В. Соботович. — К. : Молодь, 1969. — 188 с.
- Веріх, Ян

Казка про Зденічку на ролері / Ян Веріх ; пер. з чес. Олени Плішко // Пороги. — 2013. — № 9-10. (читати онлайн)
- Верніш, Іван

Вибрані вірші / І. Верніш ; пер. із чеської: Ірина Забіяка, Олег Коцарев // Всесвіт. — К., 2003. — № 7-8. — С. 20–30.
Вибрані вірші / І. Верніш ; пер. із чеської: Ірина Забіяка, Олег Коцарев // Всесвіт. — 2014. — № 7/8. — С. 20–30 : фото. - Зміст: Жалість ; Садок ; Очі ; Сон про Барбару ; Мріяти ; Прогулянка довкола пивоварні ; Зозуля ; Зима ; Гуга
Прогулянка довкола пивоварні: поезія / Іван Верніш ; Переклад з чеської Ірини Забіяки та Олега Коцарева. — К.: Комора, 2016. — 96 с. — ISBN 978-617-7420-03-2
- Весела, Інна

Шаховий буквар / І. Весела, І. Веселий ; пер. з чес. В. І. Романця; худож. І. В. Андрєєв та ін. — К.: Радянська школа, 1984. — 126 с.: ілюстр.
- Веселий, Їржі

Шаховий буквар / І. Весела, І. Веселий ; пер. з чес. В. І. Романця; худож. І. В. Андрєєв та ін. — К.: Радянська школа, 1984. — 126 с.: ілюстр.
- Виглідал, Олдржіх

Непростимість / О. Виглідал ; пер. з чес. В. Гуцаленко // Пісні над Влтавою: коротка антологія чеської поезії = Pisne nad Vltavou: Kratka antologie ceske poezie / Упоряд. та пер. з чес. В. Гуцаленка. — К. : Голов. спеціаліз. ред. літ. мовами нац. меншин України, 2002. — 224 с. — ISBN 966-522-182-5
- Вискочіль, Квідо Марія

Лист: [Вірш] / К. М. Вискочіль ; перекл. М. Славінський // ЛНВ. — 1924. — Т. 83. — Кн. 6. — С. 99.
- Вівеґ, Міхал

Руки / М. Вівеґ ; пер з чес. К. Вандич // У чехів. Антологія сучасного чеського оповідання / Упор. Л. Ржегоржікова, І. Забіяка. - К.: А-БА-БА-ГА-ЛА-МА-ГА, 2021. - 480 с. - С. 58. - ISBN 978-617-585-207-1
- Волкова, Броніслава

Вітер на колінах = Vitr na kolenou: вибр. поезії / Броніслава Волкова ; з чес. пер. Микола Мартинюк. — Луцьк : Твердиня, 2019. — 122 с. — Текст укр., чес. — ISBN 978-617-517-313-8
Неприналежність: поезії / Броніслава Волкова ; пер. з чеськ. Віктора Мельника. — Луцьк: ПВД «Твердиня», 2014. — 128 с.
- Волькер, Їржі[13][14]

Вечір ; Ніч на височині ; Баляда про жінку, Бога та чоловіка / Волькер Ї. ; Пер. з чес. Ант. Павлюка // Червоний шлях. - 1925. – No 11/12. – С. 76-79.
Мірогой / Волькер Ї. ; Пер. А. Павлюка I / Червоний шлях. - 1925. - No 5. – С. 64. - Мова оригіналу не вказана.
Оповідання про переплетника й поета / Ї. Волькер ; Пер. з чес. мови Марія Деркач // Нова хата. — 1926. — Ч. 11.
Казка про коминяра / Ї. Волькер ; перекл. М. Дунаївська // Вікна. — 1928. — Ч. 3. — С. 9. — Авт. у тексті: Юрій Волькер.
Казка про горбатого Йону (Оповідання) / Ї. Волькер ; Пер. з чес. мови Марія Деркач // Нові шляхи. — 1929. — Ч. 8. — С. 287-296. — Підп. пер.: М. Ф.
Ніч / Іржі Волькер ; пер. з чес. Ліна Костенко // Літ. Україна. — 1963. — 18 жовт.
Епітафія / Ї. Волькер ; пер. з чес. В. Житник // Чеська поезія: Антологія / за ред. Григорія Кочура, Максима Рильского. — К.: Державне видавництво художньої літератури, 1964 г. — 586 с.
Розп'яте серце: [вірші] / Їржі Волькер ; переклав Леонід Череватенко // Жовтень. — 1970. — № 1. — С. 14, 25. — (Із скарбниці світової поезії). — Зміст: «Ті, що вдосвіта проснувшись…» ; Пісня про Далібора.
«Подалися птиці в ірій…»: [вірш] / Їржі Волькер ; пер. Л. Череватенка // Літ. Україна. — 1970. — 31 берез., № 25 (2722). — С. 4.
Поштова скринька; Речі / Ї. Волькер ; Пер. з чес. Г. Кочур // Жовтень. — 1970. — № 3. — С. 16 — (Із скарбниці світової поезії).
Про мільйонера, який украв сонце: сатирична казка / Їржі Волькер ; пер. з чес. Івана Труша ; худ. Радна Сахалтуєв. — К. : Веселка, 1979. — 16 с. (Читати онлайн)
Поезії / Їржі Волькер ; пер. Л. Череватенко // Всесвіт. — 1980. — № 5 (617). — С. 174—176. — (Скарбниця). — Зміст: Гість на поріг ; Проліско… ; Поете, відступи! ; Акації.
У парку перед полуднем ; Бруківка: [фрагм. віршів] / Їржі Волькер ; пер. Л. Череватенка // Всесвіт. — 1980. — № 5 (617). — С. 177—178. — Вміщено у ст.: Рябчук М. Дорога до пролетарських сердець // Там само.
Поезії: пер. с чес. / Іржі Волькер; Упоряд., передм. та примітки В. К. Житник; За ред. Д. В. Павличко.– Київ: Дніпро, 1986.– 182 с.– (Перлини світової лірики)
Покора / Їржі Волькер ; Переклав Микола Лукаш // Книга життя. Поетична антологія / уклад. Б. Щавурський. - Тернопіль : Богдан, 2010. - 344 с. - ISBN 978-966-10-1064-1. - С. 65.
Пісня про Далібора // Зворотній час. Зворотний зв'язок: [вірші, переклади, сценарії] / Леонід Череватенко ; упоряд., післямова В. Богуславської ; ред. Світлана Йовенко. — Київ : Дух і Літера, 2015. — 256 с. : іл., портр. — ISBN 978-966-378-427-4.
[Вірші] // Влучність: поетичні переклади / Леонід Череватенко ; [упоряд.: В. Богуславська, Л. Забарило]. — Київ: Вид. дім Дмитра Бураго, 2017. — 340 с. : фот. — ISBN 978-966-489-425-5.
- Врхліцький, Ярослав

Бар-Кохба: із поеми / Ярослав Врхлїцкий ; з чес. переклав [та написав комент.] Іван Франко // Літературно-науковий вісник. — 1899. — Т. 7. — С. 296—303 ; Т. 8. — С. 209—220, 322—332.
Анурадгапура; Згадка: [Вірші] / Я. Врхліцький ; пер. О. Луцький // Укр. вістник. — 1921. — 1 трав., ч. 79.
Смерть: [Вірш] / Я. Врхліцький ; пер. М. Славінський // ЛНВ. — 1924. — Т. 86. — Кн. 6. — С. 98.
Милостиня: (Оповіданнє) / Ярослав Врхліцкий; З чеського переклав М. Л-ий // Калєндар Українського Н[ародного] Союза на рік звичайний 1926. — Jersey City, N. J.: З друкарні „Свободи”, [1926]. — [17], 150, [25] с.: іл.
Громадянин Христос: [Поема] / Я. Врхліцький.  Перекл. К. Чехович // Дзвони. – Львів, 1931. – Ч. 1.
Троянда: [Оповідання] / Я. Врхліцький ; пер. І. Ставничий // Назустріч. — 1936. — Ч. 14. — С. 4–5.
Дрімаючий птах ; З поеми «Бар-Кохба» ; Питання ; Одповідь / Ярослав Врхліцький ; пер. з чес. І. Франка // Зв'язки Івана Франка з чехами та словаками / Упор. М. Мольнар та М. Мундяк. — Братислава: Словацьке вид-во худ. літ-ри, 1957. — С. 161—206.
За крихтою любові; Весняне; Гоголь: [Вірші] / Я. Врхліцький ; пер з чес. Г. Кочур // Всесвіт. — 1962. — № 12. — С. 70.
Весняне; Гоголь; За крихтою любові; Прийдешнім годинам / Я. Врхліцький ; пер з чес. Г. Кочур // Чеська поезія: Антол. — К., 1964. — С. 164; 173—174; 176; 179—180.
Весняне; Прийдешнім годинам / Я. Врхліцький ; пер з чес. Г. Кочур / Відлуння: Вибрані переклади / [Авт. передм. В. Коротич; Ред. Ф. Ф. Скляр] — К.: Дніпро, 1969. — 146 с.
Весняне; Гоголь; За крихтою любові; Прийдешнім годинам / Я. Врхліцький ; пер. з чес. Г. Кочур // Друге відлуння: Переклади / Авт. передм. М. О. Новикова; Ред. М. Н. Москаленко. — Київ: Дніпро, 1991. — 558 с.
- Вчелінка, Геза[16][17]

(Твори) // Шахтарі, на-гора! Х., 1933.
Поліцейська година: Роман / Г. Вчелічка. — К. : Держлітвидав, 1961. — 480 с.
(Вірші) // Чес. поезія. К., 1964.
Поліцейська година: Роман / Г. Вчелічка ; Пер. з чес. П. Гонтаря; Післямова В. Моторного. — К. : Дніпро, 1972. — 574 с.

#### Г
- Гавел, Вацлав

Листи Ользі: (Вибране) / В. Гавел // Сучасність. — 2002. — № 5. — С. 109—121.
Промови та есеї / Вацлав Гавел ; пер. із чес.: [Р. Мокрик та ін.]. — Київ: Комора, 2016. — 140 с. — ISBN 978-617-7286-12-6
Прошу коротко. Розмова з Карелом Гвіждялою, примітки, документи / Вацлав Гавел ; пер. з чес. Н. Лобур, Н. Брилинська, Н. Ємчура ; авт. вступ. ст. М. Жулинський. — Львів : ПАІС, 2016. — 287, [4] с. : фот. — Дод. тит. арк. чес. — Пер. вид. : Prosím stručně. Rozhovor s Karlem Hvížďalou, poznámky, dokumenty / Václav Havel. — Praha, 2006. — ISBN 978-617-7065-60-8
Листи до Ольги / В. Гавел ; пер. з чес. І. Мельниченка і Т. Окопної. — К.: Laurus, 2015. — 386 с. — ISBN 978-966-2449-73-0 (читати онлайн)
- Гавлічек-Боровський, Карел[18]

Вибір поезій / Карель Гавлїчек Боровский ; пер. з чес. І. Франка ; з життєписом Гавлїчка. — Львів: Накладом Укр.-рус. вид. спілки, 1901. — 127 с. (Завантажити видання [Архівовано 10 січня 2020 у Wayback Machine.]; читати онлайн [Архівовано 1 листопада 2020 у Wayback Machine.])
[Вірші] / Карел Гавлічек-Боровський ; пер. з чес. І. Франка // Зв'язки Івана Франка з чехами та словаками / Упор. М. Мольнар та М. Мундяк. — Братислава: Словацьке вид-во худ. літ-ри, 1957. — С. 81-158.
[Вірші] // Чеська поезія. — К., 1964. (Містить «Тірольські елегії» К. Гавлічка-Боровського в пер. з чес. Миколи Лукаша; ред. В. Г. Струтинський.)
[Вірші] / Карел Гавлічек-Боровський ; пер. з чес. Є. Ф. Бандуренко // Південна сторона: вибране: лірика, гумор та сатира / Є. Ф. Бандуренко ; передм. І. М. Дузя. — Одеса: Маяк, 1982. — 343 с.
Твори / Карел Гавлічек-Боровський ; пер. з чес. І. Франка. — Прага: Видавництво Чесько-Українська Книга, 1929. — 192 с. (Завантажити видання [Архівовано 5 липня 2020 у Wayback Machine.])
[Твори] // Франко І. Твори. — К., 1978. — Т. 11.
[Твори] / Карел Гавлічек-Боровський ; пер. з чес. Олеся Шевченка // Жовтень. — 1984. — № 2. (Опубліковано 8 епіграм.)
Тирольські елегії / Карель Гавлїчек Боровский ; пер. І. Франка // Житє і слово. Том I (1894)
Тірольські елегії / Карел Гавлічек-Боровський ; пер. з чес. Миколи Лукаша // Від Боккаччо до Аполлінера: Переклади М. О. Лукаша / Ред. упоряд., авт. передм. М. Н. Москаленко. — К. Дніпро, 1990. — (Майстри поетичного перекладу). — 510 с. (Завантажити видання [Архівовано 18 лютого 2020 у Wayback Machine.])
Хрещення святого Володимира / Гавлічек-Боровський К. ; з чеськ. пер. Іван Франко. — Х. : Рух, 1929. — 40 с.
- Гадіна, Еміль

«Найліпші падуть у війні…»: [Вірш] / Е. Гадіна ; перекл. П. Карманський // Шляхи. — 1916. — Ч. 6. — С. 321. — Перекл. у тексті: П. К.
- Газда-Соснар, Мартін

Юрашек: повість / М. Газда-Соснар ; пер. з чес. О. Микитенка. — Київ: Дитвидав, 1960. — 264 с.
- Гаїчек, Їржі

Меланхолійне листячко з осінніх дерев демократії: [проза] / Ї. Гаїчек ; пер. з чеськ. Ірина Забіяка // Кур'єр Кривбасу. — 2016. — № 314/316. — С. 163—174.
Риб'яча кров: роман / Гаїчек Ї. ; Переклад з чеської Ірини Забіяки. — К.: Комора, 2017. — 352 с. — ISBN 978-617-7286-18-8 ([Архівовано 12 червня 2020 у Wayback Machine.] про видання; від видавця [Архівовано 30 жовтня 2020 у Wayback Machine.]; інтерв'ю перекладача з автором [Архівовано 20 жовтня 2021 у Wayback Machine.])
Сліди на снігу / Ї. Гаїчек ; пер з чес. Ю. Стахівська // У чехів. Антологія сучасного чеського оповідання / Упор. Л. Ржегоржікова, І. Забіяка. - К.: А-БА-БА-ГА-ЛА-МА-ГА, 2021. - 480 с. - С. 68. - ISBN 978-617-585-207-1
- Гакл, Еміл

Наймиліша, зрозумій... / Е. Гакл ; пер з чес. О. Стукало // У чехів. Антологія сучасного чеського оповідання / Упор. Л. Ржегоржікова, І. Забіяка. - К.: А-БА-БА-ГА-ЛА-МА-ГА, 2021. - 480 с. - С. 82. - ISBN 978-617-585-207-1
- Галас, Франтішек[19]

[Вірші] / Ф. Галас // Чеська поезія: Антологія / за ред. Григорія Кочура, Максима Рильского. — К.: Державне видавництво художньої літератури, 1964 г. — 586 с.
Осінь; У таборі / Ф. Галас ; пер з чес. Г. Кочур / Відлуння: Вибрані переклади / [Авт. передм. В. Коротич; Ред. Ф. Ф. Скляр] — К.: Дніпро, 1969. — 146 с.
- Галек, Вітезслав[20]

[Вірші]. В кн.: Чеська поезія. К., 1964.
Вірші // Пісні над Влтавою: Коротка антологія чеської поезії: пер. с чес. / Упоряд. В. К. Гуцаленко; Пер. В. К. Гуцаленко; Передм. Р. Радишевський.– К. : Голов. спеціаліз. ред. літ. мовами нац. меншин України, 2002.– 224 с.– (Джерела духовності). — ISBN 966-522-182-5
- Ганзлик, Йозеф

Малим я прагнув малювати музику; Високі доми; «Любове, гаснеш ти, як зелень листя…»: вірші / Й. Ганзлик ; Пер. з чес. В. Житник // Слов'янське віче — XXI століття. — 1999. — № 3.
Помста // Третє відлуння: [пер. віршів] / пер. Г. Кочура ; публ. Л. Череватенка // Дніпро. — 1995. — № 9/10.
Лампа / Йозеф Ганзлік ; Переклав Іван Світличний // Книга життя. Поетична антологія / уклад. Б. Щавурський. - Тернопіль : Богдан, 2010. - 344 с. - ISBN 978-966-10-1064-1. - С. 73.
- Ганка, Вацлав

Рукопись Короледворська / В. Ганка, Й. Лінда ; пер. з чес. І. Верхратського // Рукопись Короледворська. Зборник старочеських епічних і ліричних пісень. Львів, 1879.
[Вірші] / В. Ганка ; пер з чес. П. Грабовський // Л.-н. вістник, 1901, І.
Короледвірская Рукопись / В. Ганка, Й. Лінда ; пер. з чес. М. Шашкевича // Писання Маркіяна Шашкевича. Видав: Михайло Возняк. Львів: Наукове товариство ім. Шевченка, 1912. С. 25-61. (Збірник філологічної секції Наукового товариства ім. Шевченка; т. XIV)
[Вірші] / В. Ганка ; пер з чес. П. Грабовський // Грабовський П. Твори. — К., 1964.
Бенес Германов; Олень; Сиротинка : пісні з "Краледворської рукописі" / В. Ганка, Й. Лінда ; пер. з чес. А. Могили // А. Могила. І. Галка. Поезії. К.: Рад. письменник, 1972. С. 85-89.
Квіточка; Ягоди; Рожа: пісні з "Краледворської рукописі" / В. Ганка, Й. Лінда ; пер. з чес. І. Галки // А. Могила. І. Галка. Поезії. К.: Рад. письменник, 1972. С. 140, 167-170.
Рукопись Короледворська / В. Ганка, Й. Лінда ; пер з чес. І. Франко // Франко І. Зібр. творів. — К., 1977. — Т. 10.
- Гаусман, Їржі

Іконоборська пісня : [ Вірш : Пер. з чес. В. Симоненко ] / / Укр. мова й л-ра в серед. шк., гімназіях, ліцеях та колегіумах. — 1999. – No 3. – С. 91-92. (читати онлайн [Архівовано 9 липня 2021 у Wayback Machine.])
- Гашек, Ярослав

Маляр-фільософ: [Оповідання] / Я. Гашек ; перекл. М. Г. // Діло. — 1939. — 13 січ., ч. 8.; 14 січ., ч. 9.
Подружа зрада: [Оповідання] / Я. Гашек ; перекл. М. Василевич // Діло. — 1931. — 24 груд., ч. 287.
Роззбройна конференція: [Нарис] / Я. Гашек ; перекл. М. Лотоцький // Діло. — 1932. — 1 квіт., ч. 71.
«Варварська» іронія / Я. Гашек // Сучасність. — 2005. — № 2. — С. 44-59. — (проза).
Гумористичні оповідання / Я. Гашек. — К.: Державне видавництво художньої літератури, 1956. — 148 с.
Жертва лотереї / Я. Гашек. Пер. О. Вишня. — К.: Рад. Україна, 1952. — 63 с.
Ідилія в пеклі: Оповідання, гуморески, памфлети, фейлетони / Я. Гашек ; Ред. Ю. Цеков. — К.: Толока, 2012. — 344 с.
Недільний додаток // Вітчизна. 1983. № 9.
Лихі часи виборця: оповідання / Я. Гашек ; пер. О. Гордія // Українська культура. — 2008. — № 5. — С. 44-45.
Солідне підприємство: гуморески / Ярослав Гашек ; пер. з чес. мови Б. Наміс. — Харків : Плужанин, [1930]. — 28, [1] с. — (Гумористична серія «Весела книжка» ; № 25).
(Твори) // Веселий ярмарок. Збірник сатири та гумору. — Випуск 4. — К.: Радянський письменник, 1986. — 510 с.
Твори: В 2-х томах. Т. 1. Вибрані оповідання, нариси і фейлетони / Я. Гашек ; Упор. В. Шевчук. — К. : Дніпро, 1983. — 549 с.
Твори: В 2-х томах. Т. 2. Пригоди бравого вояка Швейка: Роман / Гашек Я. З чеськ. перекл. С. Масляк. — Перевид. перекл. — К. : Дніпро, 1983. — 669 с. (Читати онлайн [Архівовано 15 жовтня 2016 у Wayback Machine.])
Пригоди бравого вояки Швейка: Роман: Ч. 1 / Гашек Я. ; З чеськ. перекл. Е. Двой. — ДВУ, 1930. — 308 с.
Пригоди бравого вояки Швейка: Роман: Ч. 2 / Гашек Я. ; З чеськ. перекл. Е. Двой. — Х. ; К.: ЛіМ, 1932. — 152 с.
Пригоди бравого вояки Швейка: Роман / Гашек Я. ; З чеськ. перекл. С. Бальвас та Е. Двой. — ДВУ, 1930. — 304 с. (Скорочене видання всіх 6 частин роману.)
Пригоди доброго вояки Швейка за світової війни / Гашек Я. ; З чеськ. перекл. Г. Сибірний. — Книгоспілка, 1930. — 204 с. (Скорочене видання роману.)
Пригоди доброго вояка Швейка в світовій війні (1-ша ч.: Швейк в запіллю (Гінтерляндії) / Я. Гашек. Переклав укр. Олександр Залужний, худ. Й. Ляда. — Львів: Луна, 1930. — 167 с.
Пригоди доброго вояка Швейка в світовій війні (2-га ч.: Швейк на фронті) / Я. Гашек. Переклав укр. Микола Зорко. — Львів: Луна, 1930. — 170 с. — (Бібліотека «Воєнні спомини»).
Пригоди доброго вояка Швейка в світовій війні (3-тя ч.: Славетний прочухан) / Я. Гашек. Переклав укр. Микола Зорко, худ. Й. Ляда. — Львів: Друк. Ч. Вернера, 1932. — 160 с. — (Бібліотека «Воєнні спомини»).
Пригоди доброго вояка Швейка в світовій війні (4-та ч.) / Я. Гашек. Переклав укр. Микола Зорко. — Львів: Друк. Ч. Вернера, 1936. — (Бібліотека «Воєнні спомини»).
Пригоди бравого вояка Швейка / Я. Гашек. Пер. з чес. Степана Масляка. — К. : Дніпро, 1970. — 669 с.
Пригоди бравого вояка Швейка: У 2-х т. / Я. Гашек. Пер. з чес. Степана Масляка, за ред. Івана Лучука. — Львів: Кальварія, 2009. — 800 с. — ISBN 978-966-663-093-6; — ISBN 978-966-663-094-3; — ISBN 978-966-663-098-1.
Про двох людей, які прагнули кохання: оповідання / Я. Гашек ; пер. з чес. О. Микитенка / Всесвіт. — 1983. — № 4.
Хресний хід / Я. Гашек. — К.: Політвидав України, 1983. — 222 с.
- Геник-Березовська, Зіна[23]

Грані культур. Бароко, романтизм, модернізм: наукове видання / З. Геник-Березовська; Упоряд.: М. Коцюбинська, Г. Сиваченко, Вступ. ст. М. Коцюбинської, Пер. з чеськ. Г. Сиваченко. — К. : Гелікон, 2000. — 367 с. : 16 с. фото. — (Укр. модерна л-ра). — ISBN 966-02-1351-4
- Гільчр, І.

Партії : Вірш / І. Гільчр ; Пер. з чес. О. Жолдака // Дніпро. — 1953. — No 5. — С. 71.
Ліси : Вірш / І. Гільчр ; Пер. з чес. С. Масляка // Жовтень. — 1956. — No 5. — С. 61.
- Гітльова, Яроміра

Агіма, красуня з Алжиру: [Нарис] / Я. Гітльова ; перекл. В. Королів–Старий // Жіноча доля. — 1931. — Ч. 15/16. — С. 7–8. — Перекл. у тексті: В. К. С.
- Глоуха, Карел (Карел Глоух)

Юркові дивовижні мандрівки: повість / Карел Глоуха ; пер. з чес. С. Горбенко. — Книгоспілка, 1925.
Зачарована земля: фантаст. роман / Карел Глоуха ; пер. з чес. С. Горбенко і Г. Борисович. — ДВУ, 1926.
- Гомола, Олег

Нові пригоди Шерлока Холмса: [Оповідання] / Олег Гомола ; Пер. з чеськ. Юрій Чикирисов; Мал. Володимира Гури // Ранок, 1973, № 5 — с.18-19.
- Голан, Владимир

[Вірші] // Чеська поезія: Антологія. — Київ, 1964. — С. 390—396.
Сосна; «Поета ніщо не виправдує…»; Спочинок кур'єра; Людський голос / В. Голан ; пер з чес. Г. Кочур / Відлуння: Вибрані переклади / [Авт. передм. В. Коротич; Ред. Ф. Ф. Скляр] — К.: Дніпро, 1969. — 146 с.
Як? ; Танцюристка // Третє відлуння: [пер. віршів] / пер. Г. Кочура ; публ. Л. Череватенка // Дніпро. — 1995. — № 9/10.
- Головацький, Яків

Мандрівка по Галицькій та Угорській Русі, описана в листах до приятеля у Л. / Я. Головацький ; пер. з чес. Марії Деркач // Жовтень. - 1976. - № 6. - С. 49-93.
Подорож по Галицькій і Угорській Русі, описана в листах до приятеля у Л. // Подорожі в Українські Карпати : Зб. / Я. Головацький ; Упоряд. і вступ. ст. М. А. Вальо. – Львів, Каменяр, 1993. - С. 22-101.
Подорож по Галицькій і Угорській Русі, описана в листах до приятеля у Л. / Я. Головацький ; Публікація М. Вальо // Шашкевичіана. Нова серія. Вип. 3–4. Львів–Вінніпег, 2000.
- Голуб, Мирослав

Ломикамінь : Вірш / М. Голуб ; Пер. С. Масляка // Жовтень. — 1956. — No 5. — С. 60
- Гора, Йозеф[24]

Гнів: [вірш] / Йозеф Гора; з чес. переклав Б. К. // Червоний шлях : громадсько-політичний і літературно-науковий місячник. № 8/9 / ред. О. Шумський. - Харків : Друкарня-літографія Книгоспілки, 1924. – 355 c. - С. 110. Режим доступу : http://irbis-nbuv.gov.ua/ulib/item/0002327
Поезія ("Як поганий м'яч між очима глядачів...") / Переклав М. Ірчан // Червоний шлях. - 1926. - № 1. - С. 69. Режим доступу: https://elib.nlu.org.ua/object.html?id=7263
Привид; Полудень: [Вірші] / Й. Гора ; перекл. С. Масляк // Вікна. — 1928. — Ч. 5. — С. 5.
Пісня про рідну землю; Поет і світ: [Вірші] / Й. Гора ; пер. М. Терещенка // Всесвіт. - 1963. - № 9 (63). - С. 99, 100.
Робітнича мадонна; За крихтою любові; «У темний час хитання світу…»: [Вірші] / Й. Гора ; пер з чес. Г. Кочур // Чеська поезія: Антологія. — Київ, 1964.
Roma in aeternum; Пісня про рідну землю: [Вірші] / Й. Гора ; пер. з чес. М. Терещенка // Твори. Т. 2: Переклади / М. Терещенко. - К.: Дніпро, 1968. - 350 с. - С. 375-377.
[Вірші] // Ленін іде по планеті. — Київ, 1969.
«У темний час хитання світу…» / Й. Гора ; пер з чес. Г. Кочур / Відлуння: Вибрані переклади / [Авт. передм. В. Коротич; Ред. Ф. Ф. Скляр] — К.: Дніпро, 1969. — 146 с.
У Москві: [Вірш] / Й. Гора ; Пер. з чес. Г. Кочур // Жовтень. 1970. 1. С. 2.
Пісня про війну : Вірш / Пер. Р. Лубківського // Жовтень.— 1972.
Десять літ; Книга революції: вірші / Й. Гора ; Пер. з чес. В. Житник // Причали: Поезії / Ред. А. Камінчук. К.: Молодь, 1974. — 80 с.
Книга революції // Творці нового світу. — Київ, 1977.
Пісня про війну / Й. Гора ; Пер. Р. Лубківського // Слов'янська ліра. — К: Дніпро, 1983. – 421 с.
Робітнича мадонна; За крихтою любові; "У темний час хитання світу...": Вірші // Кочур Г. Друге відлуння: Переклади / Авт. передм. М.О.Новикова; Ред. М.Н.Москаленко. К.: Дніпро, 1991. 558 с.
«Для кого?» / Йозеф Гора ; пер. з чес. В Пагирі // Вірші місячної ночі: переклади з братніх літератур / В. В. Пагиря. — Ужгород: [б.в.], 1997. — 91 с.
Пісня : [вірш]/ Й. Гора ; пер. з. чес. Я. Павуляк // Дукля. - 2004. - № 3. - С. 75.
Українською мовою вірші Гори переклали М. Драй-Хмара, М. Терещенко, Г. Кочур, В. Житник, Я. Павуляк.
- Горелова, Елішка

Літо як на замовлення: повість / Е. Горелова ; пер. з чес. Л. Лірниченка; худож. Г. Журновська. — К.: Веселка, 1984. — 359 с.: іл.
Додому по ляльку: (уривки) / Горелова Е.; Пер. з чес. Н. Мурченко // Зелен май : 3б.: Твори письм. Болгарії, НДР, Польщі… / Текст ред.-упоряд. О. Логвиненко; вступне сл. О. Гончара; мал. В. Савадова. — К.: Веселка 1985. — 431 с., ілюстр.
- Горжейший, Їндржіх

Нещасний випадок на вулиці / Ї. Горжейший ; пер з чес. Г. Кочур / Відлуння: Вибрані переклади / [Авт. передм. В. Коротич; Ред. Ф. Ф. Скляр] — К.: Дніпро, 1969. — 146 с.
- Грабал, Богуміл

Барон Мюнгавзен: повість / Б. Грабал ; пер. з чес. Ю. Винничук / Всесвіт. — 1992. — № 1-2.
Вар'яти: Вибрана проза / Б. Грабал. Переклад з чеської: Юрій Винничук. — Львів, ВНТЛ-Класика, 2003. — 184 с. — ISBN 966-7493-48-2
Два оповідання / Богуміл Грабал // Кур'єр Кривбасу. — 2013. — № 278/280. — С. 182—199.
Здичавіла корова: уривок оповідання / Богуміл Грабал; пер з чес. Тетяни Окопної // Пороги. — 2013. — № 17-18.
Оповідання / Б. Грабал ; з чеської пер. Ю. Винничук // Кур'єр Кривбасу. — 2010. — № 7-8. — С. 232—252.
Я обслуговував англійського короля / Б. Грабал. Переклад з чеської: Юрій Винничук. — Київ: А-ба-ба-га-ла-ма-га, 2013. — 240 с. — ISBN 978-966-7047-87-0
Чи не бажаєте побачити Злату Прагу? : Оповідання / Б. Грабал ; з чеської пер. Ю. Винничук / Всесвіт. — 1993. — № 3-4.
Штукарі: Оповідання / Б. Грабал ; з чеської пер. О. Зарицький // Всесвіт. — 1989. — № 8.
Занадто гучна самотність / Богуміл Грабал ; пер. з чес. І. Забіяки. — К.: Комора, 2020. — 144 c. — ISBN 978—617–7286–62–1
- Граб'є, Вацлав

Блюз для божевільної дівчини: поезія / Вацлав Граб'є ; пер. з чеськ. Софія Челяк. — Івано-Франківськ: П'яний корабель, 2018. — 144 с. — ISBN 978-966-97561-3-8
- Грубін, Франтішек[34]

«Нехай в тобі, мій співе, сумнів, біль…»: [Вірш] / Грубін Ф. ; Пер. з чес. Кочур Г. // Вітчизна. — 1960. — № 5. — С. 113.
[Вірші] // Чеська поезія: Антологія. — Київ, 1964.
Про що співає деревце: збірка віршів для дітей / Ф. Грубін ; пер. з чес. Володимира Лучука. — Київ, 1975.
[Вірші] / Ф. Грубін ; пер. з чес. Володимира Лучука // Чарівний глобус. — Львів, 1977.
Мізинчик та його товариші: казки / Ф. Грубін ; пер. з чес. В. Бичка; мал. О. Кошеля. — К.: Веселка, 1982. — 40 с.: іл.
- Груша, Їржі

Вишкіл поліційного пса: [Вірш] / Груша І. ; Пер. з чес. Кочур Г. // Дукля. — 1968. — № 4. — С. 288.
Вишкіл поліцейського пса // Третє відлуння: [пер. віршів] / пер. Г. Кочура ; публ. Л. Череватенка // Дніпро. — 1995. — № 9/10. — С. 108.
Гість: вірш / Ї. Груша ; пер. з чес. В. Житник // Хроніка 2000 : Український культурологічний альманах. — 1999. — Вип. 29–30 (Україна — Чехія. Ч. 2).
- Грушка, Ян

Байка ; Похорон: оповідання / Іван Грушка ; пер. з чес. мови Василь Старий // На зеленому острові / Передмова В. Старий ; заставки О. Судомори. — Київ ; Прага: Вид. Т-ва «Час», 1919. — 70 с. : іл. Режим доступу: https://elib.nlu.org.ua/mobile/#/object/9391 [Архівовано 1 листопада 2020 у Wayback Machine.]
Дідо і пташата; Чмелі і пчоли: [Оповідання] / Я. Грушка ; перекл. Б. Заклинський // Світ дитини. — 1923. — Ч. 21. — С. 166; Ч. 22. — С. 171.
Жито і хміль: [Оповідання] / Я. Грушка ; перекл. Б. Заклинський // Світ дитини. — 1926. — Ч. 12. — С. 266. — Перекл. у тексті: Богдан З-ський.
- Гулова, Петра

Чехія — земля обітована: уривок роману / Петра Гулова ; пер. з чеської О. Литвинюк // Київ. — 2017. — № 3/4. — С. 2-41.
- Гурнік, Ілля

Ієрихонські трубачі: оповідання / Гурнік Ілля ; [пер. з чес. С. Забужко ; худож. А. С. Гурлєв]. — К. : Музична Україна, 1970. — 175 с. : іл.
Ієрихонські трубачі : [оповідання] / Ілля Гурнік ; пер. із чес. Стефан Забужко. Код Гурніка : [док. повість] / Оксана Забужко. - Київ : КОМОРА, 2019. - 213 с. : іл. - Пер. вид. : Trubači z Jericha / Ilja Hurnik. - Praha, 1965. - 2000 прим. - ISBN 978-617-7286-51-5

#### Ґ
- Ґеник-Березовська, Зіна

Грані культур. Бароко, романтизм, модернізм / З. Ґеник-Березовська; Ред. рада: В. Шевчук та ін.; упорядники М. Коцюбинська та Г. Сиваченко; вступ. стаття М. Коцюбинської; пер. з чес. Г. Сиваченко; Іл. Н. Денисової. — Київ: Гелікон, 2000. — 368 с. — (Українська модерна література). — ISBN 9660213514
- Ґольдфлам, Арношт

Стандова бабуся / А. Гольдфлам ; пер з чес. К. Платонова // У чехів. Антологія сучасного чеського оповідання / Упор. Л. Ржегоржікова, І. Забіяка. - К.: А-БА-БА-ГА-ЛА-МА-ГА, 2021. - 480 с. - С. 96. - ISBN 978-617-585-207-1

#### Д
- Дворжакова, Петра

Я вам дам! / П. Дворжакова ; пер з чес. С. Калаш // У чехів. Антологія сучасного чеського оповідання / Упор. Л. Ржегоржікова, І. Забіяка. — К.: А-БА-БА-ГА-ЛА-МА-ГА, 2021. — 480 с. — С. 116. — ISBN 978-617-585-207-1
- Денемаркова, Радка

Гроші від Гітлера. Літня мозаїка: уривок роману / Радка Денемаркова ; пер. з чес. Марія Севрук // Пороги. — 2015. — № 4. — С. 12, 13.
Хижі благодійники / Р. Денемаркова ; пер з чес. А. Левкова // У чехів. Антологія сучасного чеського оповідання / Упор. Л. Ржегоржікова, І. Забіяка. — К.: А-БА-БА-ГА-ЛА-МА-ГА, 2021. — 480 с. — С. 124. — ISBN 978-617-585-207-1
- Дик, Віктор

Земля говорить ; Осіння пісня / В. Дик ; Пер. з чес. В. Житник // Чеська поезія: Антологія / за ред. Григорія Кочура, Максима Рильского. — К.: Державне видавництво художньої літератури, 1964 г. — 586 с.
Нервозна пісня року 1913 : [Вірш] / В. Дик ; Пер. з чеськ. О. Юрченко // Чеська поезія: Антологія / За ред. Г. Кочура, М. Рильського; Вст. ст. І. Шотоли. — К., 1964. — С. 257—258.
Послання / В. Дик ; пер з чес. Г. Кочур / Відлуння: Вибрані переклади / [Авт. передм. В. Коротич; Ред. Ф. Ф. Скляр] — К.: Дніпро, 1969. — 146 с.
Осіння пісня / В. Дик ; Пер. з чес. В. Житник // Жива вода. — 1998. — № 11. — С. 4.
- Дівіш, Іван

З циклу «Ролик незнятого фільму»: «Папір, зім'ятий у кульку й кинутий в шалену бистрину…» / Дівіш І. ; Пер. з чес. Кочур Г. // Чеська поезія: Антол. — К., 1964. — С. 484—485.
«Папір, зім'ятий у кульку…» // Третє відлуння: [пер. віршів] / пер. Г. Кочура ; публ. Л. Череватенка // Дніпро. — 1995. — № 9/10.
- Доускова, Ірена

Гордий Будьщо / Ірена Доускова ; пер. з чеськ. Ірини Забіяки. — К.: Комора, 2015. — 136 с. — ISBN 978-966-97403-5-9
Гарний день / І. Доускова ; пер з чес. І. Забіяка // У чехів. Антологія сучасного чеського оповідання / Упор. Л. Ржегоржікова, І. Забіяка. — К.: А-БА-БА-ГА-ЛА-МА-ГА, 2021. — 480 с. — С. 132. — ISBN 978-617-585-207-1
- Дрда, Ян

Вищий принцип (пер. В. Пасічної); Через кілька років (пер. І. Гречанівського) / Я. Дрда // Чеські та словацькі новели. К. : Рад. письменник, 1953. С. 39-69.
Оповідання / Дрда Ян; пер. з чес. В. Пасічної, І. Гричанівського ; худож. А. Мистецький, М. Штаєрман. — К.: Рад. письм., 1952. — 184 с.: іл.
- Дубровська, Тереза

Надія: [Вірш] / Т. Дубровська ; перекл. М. Славінський // ЛНВ. — 1924. — Т. 83. — Кн. 6. — С. 99.

#### Е
- Едуард Мартін

Похоронне бюро суперобслуговування: [Оповідання]; переклав Олег Король. — К.: «Всесвіт», 1989, № 6
Гейша: [Оповідання]; переклав Олег Король. — К.: «Всесвіт», 1990, № 11
- Епштейн, Марек

Край світу / М. Епштейн ; пер з чес. Б. Шелест // У чехів. Антологія сучасного чеського оповідання / Упор. Л. Ржегоржікова, І. Забіяка. - К.: А-БА-БА-ГА-ЛА-МА-ГА, 2021. - 480 с. - С. 144. - ISBN 978-617-585-207-1
- Ербен, Карел Яромир[36]

[Вірші] / К. Я. Ербен ; пер з чес. М. Терещенко // Чеська поезія: Антологія. — Київ, 1964.
Золотоволоска: казка / К. Я. Ербен ; пер з чес. А. Купрієнко. — Київ, 1981.
Золотоволоска та інші чеські казки / зібрав та опрац. К.-Я. Ербен; пер. з чес. Л. Кіцила; проілюструвала С. Чернишева. — 2-е вид. — Львів: Астролябія, 2014. — 160 с. — ISBN 617-664-059-2.
Квітка з букета: чеський романтизм : поезії / Карел Яромир Ербен ; пер. з чес. Ольга Смольницька // Всесвіт : незалежний літературно-мистецький та громадсько-політичний журнал. — 2022. — № 1/2, 3/4, 5/6 (1117/1122), С. 322-327.

#### Є
- Єдлічка, Іво Мілан

Розшукується невідомий зрадник: докум. повість / Аморт Честмір, Єдлічка Іво Мілан ; [пер. з чес.: А.
Патрус-Карпатського, І. Цупи ; худож. М. Фомічов]. — Київ: Рад. письм., 1971. — 208 с. : іл.

#### З
- Завада, Вілем[34]

А все ж таки: вірш / Вілем Завада ; пер. з чес. Ліна Костенко // Всесвіт. — 1964. — № 2. — С. 6. — (Із чеських поетів).
[Вірші] // Чеська поезія: Антологія. К., 1964.
[Вірші] // Всесвіт. 1975. № 7.
[Вірші] // Слов'ян. ліра: Антологія. К., 1983.
[Вірші] // Пісні над Влтавою: Антологія. К., 2002.
- Запотоцький, Антонін

Світанок / А. Запотоцький ; пер. з чеської: І. П. Луць та І. Сварник ; післямова В. Шевчука.  — К. : Дніпро, 1984. — 326 с. — (Дружба).
Червона заграва над Кладно / А. Запотоцький ; Пер. з чеськ. Б. Данека. — К.: Державне видавництво художньої літератури, 1958. — 376 с.
- Затлоукал, Ярослав

Поезії  / Ярослав  Затлоукал  //  Вітер з  полонин:  Зб. творів чес. письменників / Пер. з чес. – Ужгород : Карпати, 1986. – С. 293–337.
- Зеднічек, Прокоп

Деревце у сніговому полі: [Оповідання] / П. Зеднічек ; перекл. Б. Заклинський // Світ дитини. — 1925. — Ч. 1. — С. 16. — Перекл. у тексті: Богданко.
- Зеєр, Юліус

Самко Птах: [Оповідання] / Юлій Заєр; Переложила з чеської мови Приятелька [Дучимінська Ольга]. — 
Станиславів: Накладом Видавничої Спілки „Селянський Прапор”. З друкарні Е. Вайденфельда і брата в Станиславові, 1926. — 31 с.
Самко Птах / Ю. Захист ; пер. з чес. О. Дучимінська // Дзвони. - Львів, 1933. - № 5 - С. 219-226; № 6-7 -C. 281-288.
Із записок / Юліус Зейєр ; пер. з чес. І. Франка // Зв'язки Івана Франка з чехами та словаками / Упор. М. Мольнар та М. Мундяк. — Братислава: Словацьке вид-во худ. літ-ри, 1957. — С. 245.
- Земек, Олдржіх

На варті: [Вірш] / О. Земек ; перекл. Є. Маланюк // ЛНВ. — 1931. — Т. 107. — Кн. 12. — С. 1051—1052. — Перекл. у тексті: Є. М.

#### Ї
- Їрасек, Алоїс[38]

Король Ячменик: [Казка] / А. Їрасек ; перекл. Б. Заклинський // Світ дитини. — 1929. — Ч. 9. — С. 272—274. — Перекл. у тексті: Б. З.
Песиголовці: іст. образ / Ірасек А. ; з чеськ. мови пер. П. Т. ; передм. М. Корнбута. — Х. : ДВУ, 1930. — XV, 327 с.
Песиголовці / Алоїс Ірасек ; Пер. [з чеської] і передмова Натана Рибака. — К.: Рад. письменник, 1949. — 312 с.
Вибрані твори: пер. з чес. / Алоїс Ірасек; Передм. Натан Рибак.– Київ: Радянський письменник, 1951.– 261,[2] с. (Зміст: Песиголовці: роман. Старовинні легенди чеського народу: Воєвода Чех. Про Лібушу. Про Пржемисла. Лібушине пророцтво. Дівоча війна. Прапор святого Вацлава. Про стару Прагу. Годинник на башті. Далібор із Козоїд. Гетто. Ян Жіжка. Трояндовий лужок. Пророцтво Сивілли. Пророцтво сліпого юнака. Бланіцькі рицарі.)
Стародавні чеські легенди / Алоїс Ірасек ; Пер. з чес. А. Сулименка. — Київ: Державне видавництво дитячої літератури УРСР (Дитвидав), 1958. — 240 с.
Ліхтар: драма-казка. — К., 1959.
Скалаки: Іст. картина з другої пол. XVIII ст. / Алойс Їрасек ; Пер. з чес. Ю. Я. Лісняк. — К. : Дніпро, 1967. — 247 с.
Тчевське вогнище / Ірасек А.; Пер. з чес. В. Царенка // Книга пригод: Повісті та оповідання: Вип. IV. : Для серед. та ст. шк. віку / Упоряд. та передм. А. Г. Баканова. — Київ: Веселка, 1991. — 259 с. : іл.
- Їротка, Зденєк

Сатурнін / Зденєк Їротка ; пер. з чес. Ірина Забіяка. — Київ: Комора, 2019. — 260, [1] с. — Пер. вид. : Saturnin / Zdeněk Jirotka. — Praha, 2014. — ISBN 978-617-7286-50-8

#### К
- Кабртова, Лідміла

Марта / Л. Кабртова ; пер з чес. С. Челяк // У чехів. Антологія сучасного чеського оповідання / Упор. Л. Ржегоржікова, І. Забіяка. - К.: А-БА-БА-ГА-ЛА-МА-ГА, 2021. - 480 с. - С. 164. - ISBN 978-617-585-207-1
- Кадлец, Йозеф

Віола; У кожного свій день: Повість. Роман / Й. Кадлец ; Пер. з чеськ. В. П. Пасічна, Д. С. Андрухов; Післямов. В. П. Вєдіної. — К. : Дніпро, 1985. — 280 с. — (Дружба).
- Кайдош, Вацлав

Курупіру: [Оповідання]; переклав Олег Король. — К.: «Всесвіт», 1986, № 1
- Кайзер, Даніел

Дисидент Вацлав Гавел / Даніел Кайзер ; пер. з чес. Тетяна Окопна. — Київ: Темпора, 2012. — 424 с.
- Калель, Карел

«Перекицкалися»: [Оповідання] / К. Калель ; перекл. Б. Заклинський // Світ дитини. — 1927. — Ч. 9. — С. 284. — Перекл. у тексті: Богданко.
- Каня, Вашек

Хлопець з виправного будинку / В. Каня ; пер. з чеськ. Р. Тимченко. — К. : Веселка, 1971. — 182 с.
- Капралова, Дора

Острів обмежених бажань / Д. Капралова ; пер з чес. Т. Пономаренко // У чехів. Антологія сучасного чеського оповідання / Упор. Л. Ржегоржікова, І. Забіяка. - К.: А-БА-БА-ГА-ЛА-МА-ГА, 2021. - 480 с. - С. 172. - ISBN 978-617-585-207-1
- Кафка, Їржі

Гуп та Гоп, або Пригоди двох мавпенят і стернового Рибічки: повість-казка / Ї. Кафка ; пер. з чес. Г. Неруш; пер. віршів О. Пономарева; худож. Н. Котел, І. Вишинський. — Київ: Веселка, 1975. — 128 с. : іл.
- Клевіс, Владімір

Сьогодні, цього місяця і року: повість / Владімір Клевіс ; з чес. пер. Ю. Авдєєв. — К. : Вид-во Молодь, 1964. — 197 с. : ілюстр.
Іще б разочок: оповідання / В. Клевіс ; пер. з чес. І. Пасемко // Всесвіт. - 1973. - № 5. (179). - С. 100-102. Режим доступу: https://chtyvo.org.ua/authors/Vsesvit/1973_N05_179/
- Кліма, Іван

Година тиші: роман / І. Кліма ; пер. з чеськ. Я. І. Дзира. — К. : Дніпро, 1965. — 342 с.
Коли дуже скучив / І. Кліма ; пер з чес. Т. Пономаренко // У чехів. Антологія сучасного чеського оповідання / Упор. Л. Ржегоржікова, І. Забіяка. - К.: А-БА-БА-ГА-ЛА-МА-ГА, 2021. - 480 с. - С. 178. - ISBN 978-617-585-207-1
- Кнапова, Адела

Авангард / А. Кнапова ; пер з чес. К. Вандич // У чехів. Антологія сучасного чеського оповідання / Упор. Л. Ржегоржікова, І. Забіяка. - К.: А-БА-БА-ГА-ЛА-МА-ГА, 2021. - 480 с. - С. 196. - ISBN 978-617-585-207-1
- Коваль, Лібор[41]

[Вірші] / Л. Коваль ; пер. з чес. Качуровський І. // Всесвіт. — 1994. — № 3.
З книжки «Квіти старої Кореї» / Л. Коваль ; пер. з чес. В. Житник // Хроніка 2000 : Український культурологічний альманах. — 1999. — Вип. 29–30 (Україна — Чехія. Ч. 2).
З книжки «Квіти старої Кореї» / Л. Коваль ; пер. з чес. Качуровський І. // Круг понадземний. Світова поезія від VI по XX століття: Переклади. — К., 2007.
Квіти старої Кореї / Л. Коваль ; пер з чес. В. Лучук // Ратуша. — 1991. — 29–30 травня.
- Кожішек, Йозеф

Казочка: [Вірш] / Й. Кожішек ; перекл. М. Підгірянка // Світ дитини. — 1931. — Ч. 5. — С. 140.
Коваль: [Вірш] / Й. Кожішек ; перекл. В. Королів-Старий // Світ дитини. — 1928. — Ч. 7. — С. 220. — Перекл. у тексті: В. Старий.
Коло двох керниць: [Оповідання] / Й. Кожішек ; перекл. Б. Заклинський // Світ дитини. — 1927. — Ч. 7. — С. 219—220.
Приятелі: [Вірш] / Й. Кожішек ; перекл. В. Королів-Старий // Світ дитини. — 1928. — Ч. 8. — С. 229. — Перекл. у тексті: В. Старий.
Робітник: [Вірш] / Й. Кожішек ; перекл. Б. Заклинський // Світ дитини. — 1925. — Ч. 7. — С. 207. — Перекл. у тексті: Богданко.
Як дідусь був паном: [Оповідання] / Й. Кожішек ; перекл. Б. Заклинський // Світ дитини. — 1930. — Ч. 10. — С. 300—301.
- Козак, Ян[42]

Мар'яна Радвак: повість / Я. Козак. — Пряшів, 1963.
Білий жеребець: повість / Я. Козак. — Жовтень, 1976, № 5.
Лелече гніздо: роман / Я. Козак ; пер. з чес. В. Пасічна. — Всесвіт, 1977, № 8.
Лелече гніздо: роман / Козак Ян ; пер. з чес. В. Пасічної ; [післямова Л. Новиченка ; худож. М. З. Ілку]. — К. : Дніпро, 1978. — 353 с.
Яма. В кн.: Міст. К., 1984.
Адам і Єва: роман / Ян Козак ; пер. з чеськ. Н. Колесніченко-Братунь. — К. : Дніпро, 1986. — 164 с. — (Дружба).
- Комарек, Станіслав

Чоловік як еволюційна інновація? : есеї про чоловічу природу, сексуальність, життєві стратегії та метаморфози маскулінності / Станіслав Комарек ; пер. з чес. О. Крушинської, Т. Окопної. — Львів: Апріорі, 2018. — 432 с.
Європа на роздоріжжі / Станіслав Комарек ; пер. з чес. О. Крушинської. — Львів: Апріорі, 2020. — 496 с. —  ISBN 978-617-629-539-6
- Коменський, Ян Амос

Вибрані педагогічні твори: у трьох томах. Т. 1. Велика дидактика / Ян Амос Коменський ; під ред. з біограф. нарисом і примітками проф. Красновського А. А. — К. Рад. школа. 1940. — 248 с.
Лабіринт світу і рай серця: Фрагменти / Я. А. Коменський // Хроніка. — 2000: Україна–Чехія. — Ч. 1. — С. 125—150.
Закони добре організованої школи / Я. А. Коменський // Історія зарубіжної педагогіки : хрестоматія : навч. посіб. для студ. вищ. навч. закл. / Є. І. Коваленко, Н. І. Бєлкіна ; М-во освіти і науки України, Ніжин. держ. ун-т ім. М. Гоголя. – К. : Центр учбової літ-ри, 2006. – С. 155-185.
- Колачкова, Ленка

Відвага: [Вірш] / Л. Колискова ; перекл. Н. // Світ молоді. — 1933. — Ч. 4. — С. 1.
- Колмачка, Павел

Вірші / пер. з чеської Марії Косенко. URL: https://litcentr.in.ua/load/300-1-0-3040 [Архівовано 15 жовтня 2021 у Wayback Machine.]
- Красногорська, Елішка

Ой ви, ластівочки / Дзвінок, 1891, No 9, с. 77.
Ой ви, ластівочки / Елішка Красногорська: пер. з чес. І. Франка // Зв'язки Івана Франка з чехами та словаками / Упор. М. Мольнар та М. Мундяк. — Братислава: Словацьке вид-во худ. літ-ри, 1957. — С. 241, 242.
Скрипка / Дзвінок, 1891, No 15, с. 124—125.
Жертва / Елішка Красногорська ; пер. з чес. Ліна Костенко // Літ. Україна. — 1963. — 18 жовт.
- Кратохвіл, Їржі

Хлопчик із тайги / Ї. Кратохвіл ; пер з чес. М. Косенко // У чехів. Антологія сучасного чеського оповідання / Упор. Л. Ржегоржікова, І. Забіяка. - К.: А-БА-БА-ГА-ЛА-МА-ГА, 2021. - 480 с. - С. 202. - ISBN 978-617-585-207-1
- Краус, Іво

Вільгем Конрад Рентген. Нащадок щасливої випадковості / Краус Іво; пер. з чес. В. Іванової-Станкевич. — Л.: Євросвіт, 2002. — 84 с.: іл. — (Бібліотека «Світ фізики»). — ISBN 8071960497. — ISBN 966-7343-27-8
- Кремлічка, Віт

Нотатки шумав'яка / В. Кремлічка ; пер з чес. О. Коцарев // У чехів. Антологія сучасного чеського оповідання / Упор. Л. Ржегоржікова, І. Забіяка. - К.: А-БА-БА-ГА-ЛА-МА-ГА, 2021. - 480 с. - С. 212. - ISBN 978-617-585-207-1
- Крженек, Петр

Дев'ять Мартінових днів: повість: для мол. та серед. шк. віку / Крженек Петр ; [пер. з чес. Л. Мужука ; худож. В. С. Войтович]. — К. : Веселка, 1983. — 174 с. : іл.
Онджейове серце: (уривок) / Крженек П.; Пер. з чес. Л. Мужука // Зелен май : 3б.: Твори письм. Болгарії, НДР, Польщі… / Текст ред.-упоряд. О. Логвиненко; вступне сл. О. Гончара; мал. В. Савадова — К.: Веселка 1985. — 431 с., ілюстр.
- Кршенек, Їржі

Жайворонок і сова: повість / Ї. Кршенек ; пер. з чеськ. О. Паламарчук ; післямова Г. М. Сиваченко. — К. : Дніпро, 1988. — 261 с. — ISBN 5-308-00177-4
Рівняння Максвелла: оповідання / Їржі Кршенек ; пер. з чес. Іван Сварник // Всесвіт" № 9, 1986.
- Кубка, Франтішек

Голуб Пікассо / Ф. Кубка // Чеські та словацькі новели / Пер. з чеськ. та слов.; Вступ. ст. Н. Рибака. — К. : Рад. письменник, 1953. — С. 144—155.
Мудрість дядька Кроутіла; Лорелея / Ф. Кубка // Чеські та словацькі новели / Пер. з чеськ. та слов.; Вступ. ст. Н. Рибака. — К. : Рад. письменник, 1953. — С. 159—174.
- Кудей, Зденек-Матей[45]

Гуцульська республіка : повість в 2-х ч. / Кудєй З. М. ; Авториз. пер. з чес. Ю. Роїка ; Передм. М. Гнатишака ; Обкл. рис. Е. Козака. — Львів : Вид. І. Тиктор ; Друк. Медицький-Тиктор, 1937. — (“Українська Бібліотека” ; Ч. (52; 53) Ч. 1. — 128 с. Ч. 2. — 144 с.
- Кундера, Мілан

Дитячий романс про місто Фараксан; Вступний вірш до збірки «Монологи» / Кундера М. ; Пер. з чес. Кочур Г. // Чеська поезія: Антол. — К., 1964. — С. 460—463.
Ніхто не сміятиметься: оповідання / М. Кундера ; З чеської переклав Борис Олександрів / Сучасність. — 1979. — № 12.
Нестерпна легкість буття / М. Кундера ; пер. з чес. В. Пасічна // Всесвіт. — 1994. — № 8. — С. 3-58. — № 9. — С. 68-133.
Трагедія Центральної Європи / М. Кундера ; Переклад для журналу “Діялог” (Канада) з англійської версії 26.04.1984 // Часопис "Ї". 1995. Число 6. (Читати онлайн)
Трагедія Центральної Європи / М. Кундера // Збруч
(Читати онлайн)
Чеське парі / М. Кундера ; пер. Я. Собко // Всесвіт. - 1996. - № 5-6. (читати онлайн; файл fb2.zip [Архівовано 3 січня 2022 у Wayback Machine.])
Квазіавтостоп: оповідання / Мілан Кундера ; пер. з чес. Галина Петросаняк // Всесвіт. — 2000. — № 1-2. — С. 12-21.
Втрачені листи / Мілан Кундера ; пер. з чес. Галина Петросаняк // Четвер. — 2000. — № 11. (Частина першого «західного» роману Мілана Кундери «Книга сміху та забуття» (1978)).
Смішні любові: збірка оповідань / М. Кундера ; пер. з фр. В. Шовкун. — Львів: Класика, 2001. — 210 с. — ISBN 966-7493-22-9
Поезія / М. Кундера ; пер. з чес. Д. Павличка // Всесвіт. - 2012. - № 5-6. - С. 36-39.
Вальс на прощання / М. Кундера. Пер. з фр. Л. Кононович. — Львів: Видавництво Старого Лева, 2018. — 240 с. — ISBN 978-617-679-592-6
Нестерпна легкість буття / Мілан Кундера ; пер. з фр. Л. Кононович. — Львів: Видавництво Старого Лева, 2019. — 320 с. — ISBN 978-617-679-701-2
Безсмертя / Мілан Кундера ; пер. з фр. Л. Кононович. — Львів: Видавництво Старого Лева, 2020. — 360 с. — ISBN 978-617-679-741-8
Жарт / Мілан Кундера ; пер. з фр. Л. Кононович. — Львів: Видавництво Старого Лева, 2020. — 352 с. — ISBN 978-617-679-798-2
Життя деінде / Мілан Кундера ; пер. з фр. Л. Кононович. — Львів : Видавництво Старого Лева, 2021. — 336 с. — ISBN 978-617-679-861-3

#### Л
- Легатова, Квєта

Гануля. Йозина дружина / К. Легатова ; пер. з чес. Т. Окопна. — К.: Темпора, 2012. — 144 с. — ISBN 9786175691069
- Лисогорський, Ондра[53]

[Вірші] // Чеська поезія: Антологія. – К., 1964.
Венецькі мости / Лисогорський О. ; Пер. з чес. Кочур Г. // Чеська поезія: Антол. — К., 1964. — С. 400—401.
[Вірші] // Жовтень. – 1966. – № 12.
Дівчина з гір // Літературна Україна. – 1966. – 7 жовтня.
Дівчина з гір // Лучук В. Вагомість: Поезії. – Львів, 1967.
Поезія; Пісня в пустині; Чоботи / Лисогорський У. ; Пер. з чес. Лукаш М. // Україна: Наука і культура. – К.: Знання, 1989. – Вип. 23. – С. 345.
Чоботи: [Сонет] / Пер. з чес. М. Лукаш // Прапор. — 1990. — № 3. — С. 131. — (Сонетарій Миколи Лукаша).
Чоботи; Пісня в пустині / Лисогорський У. ; Пер. з чес. Лукаш М. // Москаленко М. Високий шлях Миколи Лукаша // Лукаш М. Від Боккаччо до Аполлінера. – К., 1990. – С. 9.
Балада про балади / Лисогорський У. ; Пер. з чес. Лучук В. // Майдан - дрогобицька інтернет-газета, 24.05.2018
- Лускач, Рудольф

Заповіт мисливця / Р. Лускач ; Пер. з чес Г. Пашко і В. Шевчука. — К. : Молодь, 1960. — 346 с.

#### М
- Маген, Їржі

Блакитні птиці гір; Нині чи завтра / Маген Ї. ; Пер. з чес. Кочур Г. // Чеська поезія: Антол. — К., 1964. — С. 266—267.
Блакитні птиці гір: [Вірш] / Маген Ї. ; Пер. з чес. Кочур Г. Пер. з чес. // Жива вода. — 1998. — Листоп.
- Маєрова, Марія

Робінзонка / Майєрова Марія ; [пер. з чес. В. Струтинського ; худож. Є. Мєшков]. — Київ: Веселка, 1966. — 126 с. : іл.
Вибрані твори: Перекл. з чеськ. / М. Майєрова, І. Ольбрахт ; Вступне слово Б. Полевого; Біографічні довідки Н. Копистянської. — К: Дніпро, 1982. — 359. (М.Маєрова: Шахтарська балада; Прекрасний ліс; Оновлений сад. І.Ольбрахт: Микола Шугай, розбійник; Чудо з Юлчею; Подія в Мікве)
- Малієвський, Ігор

Мультикультурний центр / І. Малієвський ; пер з чес. Т. Малкович // У чехів. Антологія сучасного чеського оповідання / Упор. Л. Ржегоржікова, І. Забіяка. - К.: А-БА-БА-ГА-ЛА-МА-ГА, 2021. - 480 с. - С. 216. - ISBN 978-617-585-207-1
- Марек, Їржі

Над нами світає. Шахтарські оповідання / пер. з чеської. — Київ : Радянський письменник, 1953. — 344 с.
Лютий; Говорить мати / Ї. Марек // Чеські та словацькі новели / Пер. з чеськ. та слов.; Вступ. ст. Н.Рибака. — К. : Рад. письменник, 1953. — С. 70-90.
За тобою тінь: роман / Ї. Марек ; пер. з чеськ. Д. Андрухів. — К. : Дніпро, 1966. — 427 с.
Глибокий котлован : оповідання / Ї. Марек ; пер. з чес. В. Струтинський // Всесвіт. - 1973. - № 5. (179). - С. 82-99. Режим доступу: https://chtyvo.org.ua/authors/Vsesvit/1973_N05_179/
- Масарик, Т.-Г.[54]

Ідеали гуманности / Масарик Т. Г. Пер. Ф. Королевський [псевдонім Івана Кривецького]. — Львів: Друк. НТШ, 1902. — 96 с.
Промова до студентів про науку, релігію і школу / Масарик Т. Г. - Літер.-Науков. Вістник. - 1906. - IX.
Ідеали гуманности / Масарик Т. Г. Пер. Ф. Королевський [псевдонім Івана Кривецького]. — Вінніпег: Накладом Руської Книгарні, 1918. — 47 с. (PDF-файл)
Як працювати? / Масарик Т.-Г. ; Передм. та пер. з чес. Г. В. Омельченка. – Факс. вид.: Прага, 1930. – Ужгород, 2006. – 102 с.: іл.
Добірні думки проф. Т. Гаррік-Масарика. З нагоди 75 літ життя. 1850–1925 / Під ред. М. Галагана, Н. Григоріїва, М. Шаповала й проф. Я. Яреми. З художніми роботами проф. графіки укр. ст. пл. мист. І. Мозалевського, вступними статтями та фотографіями. - Прага: Український громадський комітет в Ч. С. Р.; в друк. «Легіографія», 1925. — [1] арк., 468, [1] с., [6] арк. фото: фронтиспис, фото. (PDF-файл [Архівовано 10 липня 2021 у Wayback Machine.])
Життя і світогляд Т.Г. Масарика: Масарик про Україну / Бочковський І.О. - Відень–К., 1921. - 40 с.
- Матєйчик, Мілан

Помирати треба натще: розділи з автобіографічного роману / Мілан Матєйчик ; пер. з чеськ. Микола Шатилов // Всесвіт. — К., 2003. — № 7-8. — С. 111—158.
- Маха, Гінек

Май: уривки поеми / Маха К. Г. ; Пер. з чес. Ю. Дараган // Нова Україна (два числа часопису за 1925 і 1926 р.)
Май: поема / Маха К. Г. ; Пер. з чес. Ф. Балицький (1939)
«Марно галасуєте ви знову…»; Подорожній: [Вірші] / Маха К. Г. ; Пер. з чес. Кочур Г. // Всесвіт. — 1961. — № 1. — С. 63-64.
Пряля (пер. В. Лучука); Подорожній, «Марно галасуєте ви знову…» (пер. Г. Кочура); Балада (пер В. Струтинського); Чужинець, Меланхолія, Ніч, У храмі, "На лужку пасуться гуси...", Присвята, вступ до поеми "Май" (пер. Д. Павличка): [Вірші]. В кн.: Чеська поезія. Антологія. К., 1964.
«Марно галасуєте ви знову…»; Подорожній / Карел Гінек Маха ; пер з чес. Григорій Кочур / Відлуння: Вибрані переклади / [Авт. передм. В. Коротич; Ред. Ф. Ф. Скляр] — К.: Дніпро, 1969. — 146 с.
Пісня // Слов'янське небо. — Львів, 1972.
Май (уривок, с. 228); «Полем вітер мчить...» (с. 229); «Ой ніч була!..» (с. 229); «Сонце заховалось...» (с. 230); «На лужку пасуться гуси...» (с. 230); Ніч (с. 231) (усі з чеської переклав Дмитро Павличко); Балада (переклав Володимир Струтинський, с. 231); Подорожній (переклав Григорій Кочур, с. 232) // Співець. Із світової поезії кінця XVIII - першої половини XIX століття : збірка. Київ: Веселка, 1972. - 253 с. (Завантажити djvu-файл.)
[Вірші]. В кн.: Слов'янська ліра. К., 1983.
Кактус. В кн.: Кочур Г. Друге відлуння. К., 1991.
Май: поема / Маха К. Г. ; Пер. з чес. Хоренков А. // К., 1997.
- Махар, Йозеф Сватоплук[57]

Гусова мати: поезія / Ян Сватоплюк Махар ; переклав. Ів. Франко // Літературно-науковий вістник. — 1898. — Т. 1. — С. 329—332.
Оріанда / Ян С. Махар ; з чес. переклав [та комент. написав] Іван Франко // Літературно-науковий вістник. — 1904. — Т. 30. — С. 94–95.
Як жити: (Сатирична поезія) / Й. С. Махар ; перекл. О. Луцький // Укр. вістник. — 1921. — 22 квіт., ч. 71. — Перекл. у тексті: О. Л.
[Вірші] / Й. С. Махар ; перекл. О. Луцький // Голгофа : [збірка перекладів О. Луцького]. — Київ ; Львів, 1921.
Нерон: [Вірш] / Й. С. Махар ; перекл. О. Луцький // ЛНВ. — 1922. — Т. 76. — Кн. 3. — С. 212—213.
Псальма: [Вірш] / Й. С. Махар ; перекл. Є. Маланюк // ЛНВ. — 1930. — Т. 103. — Кн. 7/8. — С. 591—593.
Гусова мати ; Оріанда ; Літом через Галичину / Й. С. Махар ; пер. з чес. І. Франка // Зв'язки Івана Франка з чехами та словаками / Упор. М. Мольнар та М. Мундяк. — Братислава: Словацьке вид-во худ. літ-ри, 1957. — С. 209—217.
Сільська ідилія; Полемічні строфи; Епіграма; Росія в січні 1905 року; Підпільна Русь / Махар Й. С. ; Пер. з чес. Кочур Г. // Чеська поезія: Антол. — К., 1964. — С. 183—189.
Сільська ідилія; Полемічні строфи / Й. С. Махар ; пер. з чес. Г. Кочур // Відлуння: Вибрані переклади / [Авт. передм. В. Коротич; Ред. Ф. Ф. Скляр] — К.: Дніпро, 1969. — 146 с.
[Вірші]. В кн.: Франко І. Зібрання творів, т. 11. К., 1978.
Сільська ідилія; Полемічні строфи; Епіграма; Росія в січні 1905 року; Підпільна Русь / Й. С. Махар ; пер. з чес. Г. Кочур // Друге відлуння: Переклади / Авт. передм. М. О. Новикова; Ред. М. Н. Москаленко. — Київ: Дніпро, 1991. — 558 с.
Шорсткий псалом / Йозеф Сватоплук Махар. Переклав Євген Маланюк // Книга життя. Поетична антологія / уклад. Б. Щавурський. - Тернопіль : Богдан, 2010. - 344 с. - ISBN 978-966-10-1064-1. - С. 187.
- Мишкова, Івана

Білі тварини часто бувають глухими / пер. з чес. Марії Косенко. URL: http://dialogue.lviv.ua/ivana-myshkova-pereklady-mach-2020/ [Архівовано 24 червня 2021 у Wayback Machine.]
- Мікула, Й.

Діти за гратами / Мікула Й.; Пер. з чес. Н. Мурченко // Зелен май : 3б.: Твори письм. Болгарії, НДР, Польщі… / Текст ред.-упоряд. О. Логвиненко; вступне сл. О. Гончара; мал. В. Савадова — К.: Веселка 1985. — 431 с., ілюстр.
- Мікулашек, Олдржих

Якби вмер я / О. Мікулашек ; Пер. з чес. В. Житник // Чеська поезія: Антологія / за ред. Григорія Кочура, Максима Рильского. — К.: Державне видавництво художньої літератури, 1964 г. — 586 с.
Зціджування вина ; Зима ; Над с. Моравске-Браніце (мамі) : вірші / пер. Марія Косенко (читати онлайн)
- Мікулка, Алоїз

Аби діти дивувалися / А. Мікулка ; перекл. з чеськ. Р. Хоркавий ; іл. А. Мікулка. - Львів : Еней, 1997. - 71 с. - ISBN 966-7280-01-2
- Мілер, Зденек

Кротик. Велика книга: [для дітей дошк. віку] / Зденек Мілер, Едуард Петішка, Гана Доскочилова ; [пер. з чес. К. Зінкевич ; іл. З. Мілер]. — Київ: ПЕРО, 2018. — 204, [2] с. : кольор. іл. — ISBN 978-966-462-962-8
Кротик. Історії в малюнках: [для дітей дошк. віку] / Зденек Мілер, Гана Доскочилова ; [пер. з чес. К. Зінкевич ; іл. З. Мілер]. — Київ: ПЕРО, 2018. — 204, [2] с. : кольор. іл. — ISBN 978-966-462-961-1
Кротик і всі-всі-всі: [для дітей дошк. віку] / Зденек Мілер [іл.], Гана Доскочилова, Едуард Петішка ; [пер. з чес. К. Зінкевич]. — Київ: Перо, 2018. — 315, [4] с. : кольор. іл. — ISBN 978-966-462-958-1
- Місарж, Карел

Околиця: Роман / К. Місарж ; Пер. з чеськ. В. П. Пасічної, Г. М. Сиваченко. — К. : Молодь, 1989. — 272 с. — ISBN 5-7720-0220-1.
- Моравцова, Яна

Натюрморт з цитаделлю: Роман / Я. Моравцова ; Пер. з чеськ. та післям. В. Моторного. — Львів: Каменяр, 1981. — 223 с.

#### Н
- Незвал, Вітезслав[58]

[Вірші] / / Всесвіт. — 1958. — № 2, 1972. — № 11, 1980. — № 7.
Едісон: Поема / / Всесвіт. — 1964. — № 3.
[Вірші] / / Чеська поезія: Антологія. — K., 1964.
Прощавай і хусточка; Дух гнилизни; Дикі гуси / В. Незвал ; пер з чес. Г. Кочур / Відлуння: Вибрані переклади / [Авт. передм. В. Коротич; Ред. Ф. Ф. Скляр] — К.: Дніпро, 1969. — 146 с.
[Вірші]. В кн.: Слов'янське небо. Львів, 1972.
[Вірші] / / Малишко А. Твори. — K., 1974. — Т. 9.
[Вірші] / / Поезія-76. — K., 1976. — Вип. 2.
Дрізд ; Не знаю: [Вірші] / В. Незвал ; пер. з чес. В. Житник // Поклик: Із світової поезії XX сторіччя: Зб. для сер. і ст. шкіл. віку / Упор. В. Коптілов та О. Мокровольський. — K.: Веселка, 1984. — 222 с. — С. 195, 196.
Про короля Ячменичка / / Тичина П. Зібр. творів. — K., 1985. — Т. 6.
[Вірші] / / Поезія-86. — K., 1986. — Вип. 2.
[Вірші] / / Кочур Г. Друге відлуння. — K., 1991.
Вітезслав Незвал // Зарубіжна література. 11 клас: Проб. підруч. для загальноосвіт. шк. / За ред. О. С. Чиркова. — К.: Вежа, 1996. — С. 115—117.
[Сонети] / / Павличко Д. Сонети. — K., 2004.
- Нейман, Станіслав[24]

Божі млини / Станіслав Нейман ; пер. з чес. Ліна Костенко // Літ. Україна. — 1963. — 18 жовт.
[Вірші] // Чеська поезія: Антологія. — Київ, 1964.
Божі млини / Станіслав Костка Нейман ; пер з чес. Г. Кочур / Відлуння: Вибрані переклади / [Авт. передм. В. Коротич; Ред. Ф. Ф. Скляр] — К.: Дніпро, 1969. — 146 с.
[Твори] // Легенда про голод. — Ужгород, 1969.
Імпровізація [Вірш] // Нейман С. К. ; пер з чес. В. Лучук. / Л. г. - 1975. (Читати вірш)
[Твори] // Забута земля. — Ужгород, 1982.
[Вірші] // Слов'янська ліра. — Київ, 1983.
Туристи // Закарпатська правда. — 1983. — 7 серпня.
Енціани з гори Піп Іван. Літні враження з Рахівщини / Станіслав Костка Нейман //Вітер з полонин: Зб. творів чес. письменників / Пер. з чес. – Ужгород : Карпати, 1986. – С. 213–266.
Карпатські  мелодії.  Поезії  /  Станіслав  Костка Нейман // Вітер з полонин:  Зб. творів чес. письменників / Пер. з чес. – Ужгород : Карпати, 1986.  – С. 267–292.
[Вірші] // Кочур Г. Друге відлуння. — Київ, 1991.
- Неруда, Ян[59]

День і ніч: [Казка] / Я. Неруда ; перекл. Б. Заклинський // Світ дитини. — 1922. — Ч. 19. — С. 155. — Перекл. у тексті: Богданко.
Ненька: [Вірш] / Я. Неруда ; перекл. В. Пачовський // Світ дитини. — 1931. — Ч. 5. — С. 148.
Материнська любов: [Вірш] // Світ дитини. — 1934. — Ч. 9. — С. 268. — Перекл. не зазнач.
Вибране: Пер. з чеськ. / Я. Неруда. — К. : Худ. лит., 1952. — 532 с. (Зміст: Вірші з «Книг віршів», «Мельницької скелі», «Кладовищенських квітів», Балади і романси; Пісні страсної п'ятниці; Епіграми; Проза: Арабески; Різні люди; Босяки; Малостранські повісті; Празькі образки; Публіцистика)
Закон над закони / Ян Неруда ; пер. з чес. І. Франка // Зв'язки Івана Франка з чехами та словаками / Упор. М. Мольнар та М. Мундяк. — Братислава: Словацьке вид-во худ. літ-ри, 1957. — С. 237.
[Вірші]. В кн.: Чеська поезія. Антологія. К., 1964.
«Так тихо, так смутно…» / Ян Неруда ; пер з чес. Григорій Кочур / Відлуння: Вибрані переклади / [Авт. передм. В. Коротич; Ред. Ф. Ф. Скляр] — К.: Дніпро, 1969. — 146 с.
[Вірші]. В кн.: Передчуття. К., 1979.
[Вірші]. В кн.: Вирган І. О. Твори. К., 1983.
[Вірші]. В кн.: Рильський М. Т. Зібрання творів, т. 8. К., 1985.
«Так тихо, так смутно…». В кн.: Кочур Г. Друге відлуння. К., 1991.
Всьому радів! / Ян Неруда ; Переклав Микола Терещенко // Книга життя. Поетична антологія / уклад. Б. Щавурський. - Тернопіль : Богдан, 2010. - 344 с. - ISBN 978-966-10-1064-1. - С. 187.
- Несвадба, Йозеф[60]

Палац Діоклетіана: Оповідання / Йозеф Несвадба ; Пер. Григорія Дунди; Худ. О. Туранський, В. Крижанівський // Всесвіт, 1962, № 12.
Вредний хлопець: Оповідання / Йозеф Несвадба ; Пер. Григорія Дунди; Худ. О. Туранський, В. Крижанівський // Всесвіт, 1962, № 12.
Мозок Ейнштейна: Фантастичне оповідання / Йозеф Несвадба ; Пер. із чеської Ю. Авдєєв // Знання та праця, 1965, № 6 — с.12-14
Остання пригода капітана Немо: Пригодницька повість / Йозеф Несвадба ; З чеськ. пер. Юрій Авдєєв; Мал. В. Кузьменка // Ранок, 1965, № 9 — с.12-14, № 10 — с.13-15, 20.
Смерть капітана Немо: Фантастичне оповідання / Йозеф Несвадба ; Пер. з чеськ. Юрія Авдєєва; Мал. В. Ігнатова // Ранок, 1966, № 4 — с.16-18, № 5 — с.14-16.
Таємниця Золотого Будди: [Повість] / Йозеф Несвадба ; Пер. В. Г. Гримича; Худ. В. М. Коробко. — К.: Молодь, 1961. — 128 с.
- Нефф, Владімір

Королеви не мають ніг: Роман / В. Нефф. Пер. з чеськ. Дмитро Андрухів. — Київ: Дніпро, 1989. — 495 c. — ISBN 5-308-00457-9
Перстень Борджіа: Роман / В. Нефф. Пер. з чеськ. Іван Сварник. — К. : Дніпро, 1990. — 340 с. — ISBN 5-308-00723-3
- Нехватал, Франтішек

Бальзамін / Ф. Нехватал ; пер. з чес. В. Гуцаленко // Пісні над Влтавою: коротка антологія чеської поезії = Pisne nad Vltavou: Kratka antologie ceske poezie / Упоряд. та пер. з чес. В. Гуцаленка. — К. : Голов. спеціаліз. ред. літ. мовами нац. меншин України, 2002. — 224 с. — ISBN 966-522-182-5
- Нечас, Ян

«Хай на дорозі ставлять перешкоди…»: [Вірш] / Я. Нечас ; перекл. М. Славінський // ЛНВ. — 1924. — Т. 83. — Кн. 6. — С. 98.
- Нємцова, Божена

Казки про дванадцять місяців / Божена Нємцова ; Пер. з чеськ. Василь Королів-Старий. Видання Товариства "Час" у Київі. — Прага: Друкарня акційної спілки "Коппе-Бельманн", 1920.
Бабуся: (Уривок з повісті) / Б. Нємцова ; перекл. О. Дучимінська // Жіноча доля. — 1932. — Ч. 21–22. — С. 10.
Три казки. — K., 1958.
Бабуся: Картини сільського життя / Б. Немцова ; Пер. з чеськ. А. Багмут ; Післям. І. Журавська. — К. : Держлітвидав України, 1962. — 240 с.
Володар часу: казки: для мол. дошк. віку / Б. Нємцова ; Божена Нємцова; пер. з чеськ. Д. С. Андрухів; передм. В. К. Житника. — К. : Веселка, 1991. — 274 с. — ISBN 5-301-01032-8.
Дика Бара: новели / Божена Нємцова ; переклав із чеської Юрій Круть ; художник Григорій Гавриленко. — К.: Дніпро, 1970. — 208 с. (Вміст: Вступне слово перекладача; Туга за Вітчизною; Сільський образок; Сестри; Дика бара; В замку і підзамчі)
Володар часу. — K., 1991.
Казки / Б. Нємцова ; пер. з чес., упоряд. А. Багмут; худож. оформ. Ж. Присяжної, — К.: Головна спеціалізована редакція літератури мовами національних меншин України, 2002. — 135 с.: ілюстр. — ISBN 9665221620
Казки / пер. із чес. Д.Андрухова; худож. оформ. О. Базилевича Текст за Немцова, Божена. -  Тернопіль: "Навчальна книга - Богдан", 2004.
- Новий, Карел

Мандрівний мисливець: Повість / К. Новий. Пер. з чеськ. С. Панько. — К. : Веселка, 1968. — 130 с.
- Ногейл, Богуміл

Повінь: Роман / Б. Ногейл ; Пер. з чеськ. В. Пасічна. — К. : Молодь, 1979. — 192 с.

#### О
- Ольбрахт, Іван[16]

Анна пролетарка: роман про 1920 рік / Ольбрахт Іван ; [пер. з чес. В. Шевчука ; худож. В. Ігнатьєв]. — Київ: Держлітвидав, 1955. — 232 с. : іл., портр.
Вибрані твори: Перекл. з чеськ. / М. Майєрова, І. Ольбрахт ; Вступне слово Б. Полевого; Біографічні довідки Н. Копистянської. — К: Дніпро, 1982. — 359. (М. Маєрова: Шахтарська балада; Прекрасний ліс; Оновлений сад. І. Ольбрахт: Микола Шугай, розбійник; Чудо з Юлчею; Подія в Мікве)
Ганна пролетарка: роман / І. Ольбрахт ; пер. з чес. М. Руденко та Й. Середа. — Х. ; К.: Книгоспілка, 1930.
Микола Шугай, розбійник: роман / Ольбрахт Іван ; пер. з чес. С. Масляка ; [передм. Е. Грабар ; худож. Л. Левицький]. — Львів: Кн.-журн. вид-во, 1952. — 176 с. : іл.
Провокатор війни Трумен / І. Ольбрахт // Чеські та словацькі новели / Пер. з чеськ. та слов.; Вступ. ст. Н. Рибака. — К. : Рад. письменник, 1953. — С. 156—158.
Пятий акт : драм. нарис на одну дію / Іван Ольбрахт ; пер. з чес. Л. М. — Каліш : Веселка, 1923. — 12 с. Режим доступу: https://web.nlu.org.ua/object.html?id=420 [Архівовано 3 січня 2022 у Wayback Machine.]
Сумні очі Ганни Караджичевої: Повість, оповід. / І. Ольбрахт ; пер. з чес. С. Панька ; [післямова Н. Копистянської ; худож. В. Демидюк]. — Ужгород: Карпати, 1973. — 224 с.
Микола Шугай, розбійник: [Твори] / І. Ольбрахт [пер. з чес., упоряд, вступ. ст. та прим. О. В. Мишанича]. – Ужгород : Карпати, 1990. – 493 с.
Смутні очі Анцї Караджічової / Олбрахт Иван ; Пер. з чес. Т. Керча ; Ужгородська  спілка чеської культури ім. Я. А. Коменського. - Ужгород : ПоліПринт, 2001. – 144 с. (Едіція Пудкарпатія ; Вип. 2). - ISBN 966-7966-06-2
- Ортен, Їржі

Провесна; Рана ; Це ж, братику, війна…; Крик / Ї. Ортен ; пер з чес. Г. Кочур // Чеська поезія: Антол. — К., 1964. — С. 442—445.
Крик; Провесна / Ї. Ортен ; пер з чес. Г. Кочур // Відлуння: Вибрані переклади / [Авт. передм. В. Коротич; Ред. Ф. Ф. Скляр] — К.: Дніпро, 1969. — 146 с.
- Остен, Я.

Відпустка: літ. образок / Я. Остен ; пер. з чес. Д. Г. Йосифович. — 1893.
- Отченашек, Ян[63]

Громадянин Брих / Ян Отченашек ; Пер. з чеськ. Я. Орнст. — К. : Рад. письменник, 1958. — 557 с.
- Оуржеднік, Патрик

Європеана. Коротка історія двадцятого століття: [роман] / Патрик Оуржеднік ; з чес. пер. Олексій Севрук. — Львів: Вид-во Старого Лева, 2015. — 159, [1] с. : іл. — Пер. вид. : Europeana. Stručné dějiny dvacátého věku / Patrik Ouředník. — Praha, 2001. — ISBN 978-617-679-122-5 (укр.). — ISBN 978-80-7185-404-3 (чес.) (читати онлайн [Архівовано 15 жовтня 2021 у Wayback Machine.])

#### П
- Павловська, Галина

Дякую за кожний новий ранок / Галина Павловська ; пер. з чес. Ольга Перебийніс. - К.: Комора, 2021. - 144 с. - ISBN 978-617-7286-78-2
- Пашек, Мірко

Земля за обрієм: Роман / М. Пашек ; Пер. з чес. Д. Андрухова; Худож. В. Савадов. — К.: Веселка, 1985. — 352 с.: іл.
Карнавал у Марокко: Роман / М. Пашек ; Пер. з чеськ. Д. Андрухова. — К. : Молодь, 1976. — 327 с.
Острів тисячі самоцвітів: Пер. з чес. / М. Пашек. — К. : Веселка, 1967. — 387 с.
- Пелішек, Йозеф

Поворот Наполеона: [Вірш] / Й. Пелішек ; перекл. М. Славінський // ЛНВ. — 1924. — Т. 83. — Кн. 6. — С. 100—101.
Поворот Наполеона / Пер. з чес. М. Славинського // Листи до приятелів. — Нью-Йорк ; Торонто : Вид-во "Ключі", 1959. — Ч. 7—8 (Лип.-серп.). — С. 19—20.
- Пелц, Ярослав

Стежина в лісі поблизу Тремблінки ; Дитинство, юність, зрілість: (уривок з поеми) / Ярослав Пелц ; переклав Леонід Череватенко // Весняна Влтава = Jarnì Vtalva: молода чеська поезія / [упоряд.: В. Житник та Р. Лубківський ; за ред. В. Житника ; авт. передм. М. Флоріан]. — Київ, 1982. — С. 133—136, 138—141. — (Молода поезія країн соціалістичної співдружності).
- Петерка, Йозеф

[Поезія] // Весняна Влтава: Молода чеська поезія: Пер. с чес. / Упоряд.: В. Житник, Р. Лубківський; Передм. М. Флоріана. — К.: Молодь, 1982. — 232 с.
Слово до рідної землі / Й. Петерка ; пер. з чес. Р. Лубківський // Дукля. — 1984. — № 3. — С. 25, 26.
Перлини світової поезії в перекладах Дмитра Павличка: до 82-річчя видатного поета, Героя України, головного редактора «Всесвіту» у 1971—1978 рр. : [із шведської та чеської поезій] // Всесвіт. — 2012. — № 5/6. — С. 21-47.
- Петішка, Едуард

Дівчата і річка: повість / Е. Петішка ; Переклад Л. Кулаківської. - Київ: «Веселка», 1972. - 119 с.
Шлюбні ночі: оповідання / Е. Петішка ; пер. з чеськ. Д. Андрухів ; післям. В. Житника. — К. : Дніпро, 1986. — 239 с. (Зміст: Таємниця-1; Бажання; Природна; Псіхея; Поки людина жива; Щастя; Лист; Випробування; Годинник; Вірність; Осінь; Міст; Між тобою і мною)
- Піларж, Ян[64]

Ікар нової доби // Всесвіт. — 1961. — № 5.
Людські руки // Всесвіт. — 1961. — № 8.
[Вірші] // Чеська поезія: Антологія. — Київ, 1964.
Радянській країні // Всесвіт. — 1964. — № 2.
Дівчині-сержанту Ніні Семеновій // Всесвіт. — 1973. — № 11.
Людині дано руки / Я. Піларж ; пер. з чес. В. Житник // Літ. Україна. — 1980. — 29 лют.
Три зупинки: Триптих: Ч. III / Я. Піларж ; пер. з чес. В. Житник // Київ. університет. — 1980. — 17 бер.
Україні / Ян Піларж ; пер. з чес. А. Содомора // Всесвіт. — 1982. — № 12. — С. 12.
[Вірші] // Слов'янська ліра. — Київ, 1983.
- Плацак, Петр

Лягавий: уривок роману / П. Плацак ; пер. з чес. // Пороги. — 2013. — № 9-10.
- Плугарж, Зденек[65]

Бар «Загублений якір»: Роман / З. Плугарж ; Пер. з чеськ. О. Микитенко. — К. : Молодь, 1983. — 286 с.
О шостій вечора в «Асторії»: роман / З. Плугарж ; пер. з чес. Юрій Лісняк // «Всесвіт», 1986, № 10.
Скляна дама: Роман: Пер. з чеськ. / З. Плугарж. — К. : Рад. письм., 1980. — 324 с.
Скляна дама; Успіх: Романи / З. Плугарж ; Пер. з чеськ. О. Микитенко, В. Пасічна. — К. : Дніпро, 1976. — 590 с.
Успіх: Роман / З. Плугарж ; Пер. з чеськ. В. Пасічна. — К. : Дніпро, 1968. — 212 с. — (Романи й повісті).
Хай кинуть в мене каменем: Роман / З. Плугарж ; Пер. з чеськ. О. Микитенка. — К. : Рад. письм., 1973. — 443 с.
Якщо покинеш мене… : Роман / З. Плугарж ; Пер. з чеськ. С. Барик, М. Гапоненко. — К. : Держлітвидав, 1960. — 454 с.
- Полачек, Карел

Чоловіки в офсайді: З життя клубних уболівальників / К. Полачек ; Пер. з чеськ. Р. Тимченко. — К. : Молодь, 1972. — 184 с.
- Пражакова, Гана

Подарунок для Моніки: повість / Г. Пражакова ; пер. з чес. О. М. Зарицького; худож. Є. Є. Котляр. — Київ: Веселка, 1989. — 109 с.: іл. — ISBN 5301003828
- Прохазка, Ян

Зелені обрії: повість / Я. Прохазка ; пер. з чес. О. Микитенка. — К.: Молодь, 1962. — 180 с.
- Пуйманова, Марія[66]

Дівчина з бригади / М. Пуйманова // Чеські та словацькі новели: Пер. з чеськ. та слов. / Вступ. ст. Н. Рибака. — К. : Рад. письменник, 1953. — 270 с.
На будівництві ; Празькі пахощі: оповідання / М. Пуйманова // Вітчизна. — 1956. — № 5.

#### Р
- Райнер, Мартін

Один із мільйона / Мартін Райнер ; [пер. і прим. К. Уділової]. - Київ : Чеська б-ка, 2017. - 206 с. : іл. - ISBN 978-966-1557-51-1
- Ржегорж, Франтішек

Неоніла: (Згадка з Львівської «Просвіти») / Ф. Ржегорж ; перекл. Н. Чужа // Нова хата. — 1938. — Ч. 22–23. — С. 4.
- Ржезач, Вацлав

Битва: Роман / В. Ржезач ; Пер. з чеськ. Б. Данека. — К. : Рад. письменник, 1955. — 492 с.
Наступ: Роман / В. Ржезач ; Пер. з чеськ. Б. Данека. — К. : Рад. письменник, 1953. — 344 с.
- Ржезачова, Е.

Бригада бабки Карасекової : Оповідання / Ржезачова Е. ; пер. з чес. [імовірно, Н. Копистянської] // Жовтень. - 1956. - № 5. - С. 64-69.
- Ржига, Богумил[68]

Дві весни: Роман / Б. Ржига ; Пер. з чеськ. Б. Данека. — К. : Рад. письменник, 1957. — 374 с.
Доктор Мелюзін: Роман / Б. Ржига ; Пер. з чеськ. О. Бобренко; Післям. В. Шевчука. — К. : Дніпро, 1976. — 192 с.
Два хлопці під обстрілом: (уривки) / Ржіга Б.; Пер. з чес. Н. Мурченко // Зелен май : 3б.: Твори письм. Болгарії, НДР, Польщі… / Текст ред.-упоряд. О. Логвиненко; вступне сл. О. Гончара; мал. В. Савадова — К.: Веселка 1985. — 431 с., ілюстр.
- Рибак, Йозеф[65]

[Вірші] / Йозеф Рибак ; пер. з чес. Дмитро Павличко // «Всесвіт», 1979, № 9.
- Рудіш, Ярослав

Останні дні панку в Гельсінкі / Ярослав Рудіш. Пер. з чеської Тетяна Окопної. — К.: Темпора, 2013. — 288 с. — 978-617-569-136-6
- Рудольф, Станіслав

Ромашки для господині замку : повість : для серед. та ст. шк. віку / Станіслав Рудольф; пер. з чес. Сергія Доломана; мал. О. Тертичної. - Київ : Веселка, 1988. - 154 с. : іл. - ISBN 5-301-00089-6 (Файл djvu [Архівовано 17 жовтня 2021 у Wayback Machine.])
- Ружичка, Їржі

Психологія і робота з людьми / Ружичка Іржі ; пер. з чес. І. Д. Безгіна. — Київ: Політвидав України, 1984. — 222 с. : іл.

#### С
- Сантарова, Алена

Од вівторка до суботи: Повість / А. Сантарова ; Пер. з чеськ. Д. Чередниченко. — К. : Молодь, 1966. — 146 с.
- Сватоплук Т. (псевдонім Сватоплука Турека)

Ботострой: Повість / Т. Сватоплук ; Пер. з рос. А. В. Головка. — Ужгород: Закрпатське обл. вид-во, 1955. — 236 с.
Повість про мужнього Вуханя: Повість-казка / Сватоплук Т. ; пер. з чес. В. Моторного та П. Гонтаря. — К.: Дитвидав УРСР, 1961. — 127 с.
Шведський мармур: Повість / Т. Сватоплук ; Пер. з чеськ. П. Гонтар, Є. Осєчкін; Післям. Д. Андрухіва. — К. : Дніпро, 1970. — 184 с.
- Свєтла, Кароліна

З наших боїв і змагань : Оповідання / Свєтла К. ; Пер. з чес. Ольги Д. [[[Дучимінська Ольга Василівна|Ольги Дучимінської]]]. — Львів : Накладом Н. Кобринської, 1912. – 96 с. (Жіноча б-ка, видає Наталія з Озаркевичів Кобринська, Ч. 1).
Дзвінкова королева (Забута подія): Роман / К. Свєтла ; Пер. з чеськ. С. Масляка, М. Бірюкова. — Львів: Кн.-журн. вид-во, 1955. — 172 с.
- Свобода, Людвік

Від Бузулука до Праги. Спогади президента Чехословацької Соціалістичної Республіки / Свобода Людвік ; пер. з чес. О. Микитенка. — Київ: Політвидав України, 1968. — 410 с. : портр.
- Седлачек, Кветослав-Франтішек

Завод у тіні: [трилогія]. Ч. 1 : Весна в Карпеланах / К. Ф. Седлачек ; пер. з чеськ. Я. Орнст. — К. : Держлітвидав України, 1961. — 444 с.
- Седлачек, Томаш

Економіка добра і зла / Томаш Седлачек ; пер. з чес. Тетяни Окопної. — Львів: Видавництво Старого Лева, 2017. — 520 с. — ISBN 978-617-679-244-4
- Сайферт, Ярослав

Вірш найпокірніший; Пісенька для вербової сопілки / Сайферт Я. ; Пер. з чес. Кочур Г. // Чеська поезія: Антол. — К., 1964. — С. 357—358.
[Вірші] / / Кочур Г. Третє відлуння. — K., 2000.
[Вибрані поезії] / Я. Сайферт ; пер. з чеськ. Іван Прокоф'єв // Всесвіт. — К., 2003. — № 7-8. — С. 26–29.
[Поезія] // Вибрані переклади: зарубіжна поезія в українських перекладах ; украинская и зарубежная поэзия в русских переводах ; прозові переклади / Валерій Лавренов. — Чернівці: Книги–XXI, 2010. — 272 с. — ISBN 978-966-2147-93-3.
[Вибрані поезії] / Ярослав Сайферт ; пер. з чеськ. Іван Прокоф'єв // Всесвіт. — 2012. — № 9/10. — С. 26–29.
Вибрані вірші зі збірки «Яблуко з подолу» / Я. Зейферт ; пер. з чес. Євгена Лущикова. — Дніпро. — № 1/2012. (Зміст: Похорон під вікном; Безвітря; Пантофлі)
Моровий стовп : поема / Ярослав Сайферт; пер. з чес. Надії Брилинської // Буковинський журнал (Чернівецький державний університет імені Юрія Федьковича). − №2. – Чернівці, 2010. – С. 106−117.
- Секора, Ондржей[70]

Сім казок / О. Секора ; мал. О. Секора ; пер.  з чес. Б. Янчук. – Київ, 1967. (Читати онлайн казку "Як Славик учив звірят читати".)
Ондржей Секора. Вакуленко Секора ; Мурахи не здаються / О. Секора ; пер. з чес. Т. Вакуленко; мал автора. — Х.: Школа, 2014. — 96 с.: ілюстр. — (Дитячий бестселер). — ISBN 9789664292266
Спритний муравлик / Ондржей Секора ; [пер. з чеської В. І. Шевчук ; мал. Ондржея Секори] ; Нац. акад. наук України, ДУ «Ін-т економіки та прогнозування». — Городок: Бедрихів Край, 2010. — 72 с. : мал. — (Літературна бібліотека ТУГДТ «Долоньки» ; ч. 021/2010). — ISBN 978-966-8572-39-5
- Сис, Карел[71]

[Вірші] / К. Сис ; пер. з чес. Н. Білоцерківець // Всесвіт. — 1987. — № 12.
- Сіс, Петр

Стіна. Як я виростав за залізною завісою: [комікси]: пер. з чес. / Петр Сіс; Пер. Ірина Забіяка; Відп. за вип. Лілія С. Омельяненко.– Київ: Видавництво, 2018.– [52] с. : кол. іл. — ISBN 978-966-97811-0-9.
- Сірко, Іванна

Голос крови : роман із життя чорношкірих Нової Гвінеї / І. Сірко ; пер. з чес. Д. Куликовський. - Мельбурн ; Аделаїда : Ластівка, 1961. - 272 с.
- Скала, Іван[64]

Відвідини озера Розлив // Всесвіт. — 1964. — № 2.
[Вірші] // Всесвіт. — 1972. — № 10.
[Вірші] // Бажан М. Твори: В 4 т. — Київ, 1975. — Т. 3.
Ода // Всесвіт. — 1977. — № 11.
[Вірші] // Всесвіт. — 1978. — № 7.
[Вірші] // Слов'янська ліра. — Київ, 1983.
Ломикамінь / І. Скала ; пер. з чес. В. Гуцаленко // Пісні над Влтавою: коротка антологія чеської поезії = Pisne nad Vltavou: Kratka antologie ceske poezie / Упоряд. та пер. з чес. В. Гуцаленка. — К. : Голов. спеціаліз. ред. літ. мовами нац. меншин України, 2002. — 224 с. — ISBN 966-522-182-5
Приязнь / Іван Скала ; Переклав Микола Бажан // Книга життя. Поетична антологія / уклад. Б. Щавурський. - Тернопіль : Богдан, 2010. - 344 с. - ISBN 978-966-10-1064-1. - С. 271.
- Скацел, Ян

Джерело / Я. Скацел ; Пер. з чес. Г. Кочур // Чеська поезія: Антол. — К., 1964. — С. 465.
- Слядек, Йозеф

Той проти нас, хто не працює з нами: [Вірш] / Й. Слядек ; перекл. М. Славінський // ЛНВ. — 1924. — Т. 83. — Кн. 6. — С. 98.
- Сова, Антонін

Анна: Оповідання / А. Сова ; Пер. з чес. М. Мочульського // Літературно-науковий вістник. — 1904. — Т. 27, кн. 9. — С. 293—308.
Вільхи ; Ставки ; Сонце натягує струни ; Глоса ; Строфи ; Ні, я не вірю; Червневі ночі ; Лише верхівки людства в голові ; Сьогоднішнім володарям ; Строфи письменникам / А. Сова ; Пер. з чес. В. Житник // Чеська поезія: Антологія / за ред. Григорія Кочура, Максима Рильского. — К.: Державне видавництво художньої літератури, 1964 г. — 586 с.
Хто так зім'яв вам чорні коси? / А. Сова ; Пер. з чес. В. Житник // Могила: літ.-мист. альманах. — К.: Києво-Могилянська академія, 1994. — Вип. 1. — С. 85-86.
Червневі ночі: вірш / А. Сова ; Пер. з чес. В. Житник // Літ. Україна, 1964. — 7 вересня.
Гордовите страждання / А. Сова ; Пер. з чес. В. Пагиря
Сонце натягує струни / А. Сова ; Пер. з чес. В. Житник // Жива вода. - 1998. - № 11. — С. 4.
Мушля / Антонін Сова ; Переклав Дмитро Павличко // Книга життя. Поетична антологія / уклад. Б. Щавурський. - Тернопіль : Богдан, 2010. - 344 с. - ISBN 978-966-10-1064-1. - С. 274.
- Содомка, Мартін

Як прокласти залізницю. Технічна казка з часів парової епохи: [для мол. і серед. шк. віку] / написав і намал. Мартін Содомка ; пер. з чес. Тетяна Савченко. — Львів: Вид-во Старого Лева, 2019. — 69, [2] с. : кольор. іл. — Пер. вид. : How to Build a Railway / Martin Sodomka. — 2017. — ISBN 978-617-679-584-1
Як змайструвати автомобіль: [для дітей від 7 років] / написав і намалював Мартін Содомка ; пер. з чес. Тетяна Савченко. — Львів: Вид-во Старого Лева, 2015. — 55, [4] с. : кольор. іл. — Пер. вид. : How to build a car / Martin Sodomka. — 2013. — ISBN 978-617-679-119-5
Як збудувати дім: [для мол. і серед. шк. віку] / написав і намалював Мартін Содомка ; пер. з чес. Тетяна Савченко. — Львів: Видавництво Старого Лева, 2017. — 55, [4] с. : кольор. іл. — Пер. вид. : How to build a house / Martin Sodomka. — 2015. — ISBN 978-617-679-380-9
- Стахо, Ян

Світанок : [вірш] : пер. з чес. Івана Драча / Ян Стахо // Україна. – 1964. – № 4. – С. 8.
- Стінгл, Мірослав

Сіу борються: Повісті / М. Стінгл; Пер. з чес. О. Микитенка; Мал. П. Пачеса; Худож. оформ. В. Оліфіренка. — К.: Веселка, 1986. — 223 с.: іл.
- Схейбалова, Альона

Пригоди від весни до зими / А. Схейбалова; пер. з чес. Б. Фенюка - Тернопіль: Мандрівець, 2020. - 40 с.: in. - (Серія "Малюнкове читання").

#### Т
- Тауфер, Їржі[34]

[Вірші] / Ї. Тауфер ; пер. з чес. Олекса Новицький // Чеська поезія: Антологія. — К., 1964.
Героїка: Поема / Ї. Тауфер ; пер. з чес. Олекса Новицький // Всесвіт. — 1976. — № 12.
Yes and no: поема / Ї. Тауфер ; пер. з чес. В. Житник // Літ. Україна. — 1978. — 7. лип. — С. 4.
Азов: Поема / Ї. Тауфер ; пер. з чес. Олекса Новицький // Всесвіт. — 1979. — № 9.
- Теєр, О.

«Серце моє моїй волі сказало…» : [вірш] : пер. з чес. І. Драч / О. Теєр // Всесвіт. – 1964. – № 2. – С. 5. – (Із чеських поетів).
- Тиль, Йозеф Каєтан[73]

Волинщик із Стракониць : народна казка з піснями на 3 дії / Йозеф Каетан Тил ; пер. з чеської Б. Данек. — Київ: Мистецтво, 1954. — 96 с.
Де є мій дім: вірш / Й. К. Тиль ; пер з чес. І. Лучук // Буквоїд, 04.02.2018.
- Томан, Їржі

Мистецтво говорити: наук.-попул. література / І. Томан; Пер. з чеськ. В. І. Романця. — 2-е вид. — К. : Політвидав України, 1989. — 293 с. : іл.
Як удосконалювати самого себе: наук.-попул. література / І. Томан ; пер. з чес. В. Житник. — К. : Політвидав України, 1988. — 320 с. : іл. — ISBN 5-319-00107-Х
- Томан, Йозеф[74]

Дон Жуан: Життя і смерть Дона Мігеля де Маньяра: Роман / Й. Томан ; Пер. з чеськ. і післям. Дм. Андрухова. — К. : Дніпро, 1968. — 387 с.
Дон Жуан: Життя і смерть дона Мігеля де Маньяра: Роман / Й. Томан ; Пер. з чес., післямова та приміт. Д. Андрухова; Мал. М. Пшінки. — К.: Веселка, 1994. — 396 с.: іл. — ISBN 5301017853
Сократ: роман / Й. Томан, М. Томанова ; пер. з чеськ. Д. Андрухів ; післям. В. Житника ; прим. Д. Андрухова. — К. : Дніпро, 1979. — 511 с.
Там, де гори зелені… : Роман / Й. Томан, М. Томанова ; Пер. з чеськ. Г. Кочур. — К. : Держлітвидав України, 1962. — 427 с.
- Томан, Карел

Лютий; Березень; Автопортрет; Вірші; Ленін; Осінь 1945 року / К. Томан ; пер з чес. Г. Кочур // Чеська поезія: Антол. — К., 1964. — С. 250—254.
Лютий; Березень; Автопортрет / К. Томан ; пер з чес. Г. Кочур // Відлуння: Вибрані переклади / [Авт. передм. В. Коротич; Ред. Ф. Ф. Скляр] — К.: Дніпро, 1969. — 146 с.
- Томан-Томанек, Й. В.

Квіти гніву : Вірші з України, 1932-1942 / Томан-Томанек Й. В. ; Пер. з чес. Є. Назарчука. - Луцьк: Надстир'я, 1999. - 63 с.
- Томанова, Мирослава

Сократ: Роман / Томан Йозеф, Томанова Мирослава ; пер. з чес. Д. Андрухіва // Всесвіт. — 1979. — № 4–5.
Сократ: роман / Томан Йозеф, Томанова Мирослава ; пер. з чес., прим. Д. Андрухіва ; [післямова В. Житника ; худож. Ю. Г. Новіков]. — Київ: Дніпро, 1979. — 510 с. : іл.
Срібна рівнина: Роман / М. Томанова ; Пер. з чеськ. Дм. Андрухів // Всесвіт. — 1972. — № 3–5.
Срібна рівнина: Роман / М. Томанова ; Пер. з чеськ. Дм. Андрухів. — К. : Дніпро, 1974. — 223 с.
Там, де гори зелені… : Роман / Й. Томан, М. Томанова ; Пер. з чеськ. Г. Кочур. — К. : Держлітвидав України, 1962. — 427 с.
- Топол, Яхим

З поштового конверта: вірш / Я. Топол ; пер. з чес. В. Житник // Хроніка 2000 : Український культурологічний альманах. — 1999. — Вип. 29–30 (Україна — Чехія. Ч. 2).
- Томечек, Яромір

Риба і зірка: оповідання / Я. Томечек ; пер. з чес. Д. Андрухів // Всесвіт. - 1973. - № 5. (179). - С. 103-113. Режим доступу: https://chtyvo.org.ua/authors/Vsesvit/1973_N05_179/

#### У
- Угде, Мілан

Диво в чорному будинку / Мілан Угде ; пер. із чеськ. Лідія Кіцила. – Київ: Видавництво Анетти Антоненко, 2020. - 104 с. - ISBN 978-617-7654-48-2
- Урбанкова, Ярміла

На пероні: вірш / Я. Урбанкова ; пер. з чес. Я. Павуляка // Дукля. — 1988. — Т. 36, вип. 6. — С. 17.
- Урбан, Мілош

Міхаела : події в монастирі Святого Янгола : [роман] / М. Урбан ; пер. з чеської О. Липа. - Х. : Фоліо, 2011. - 128 с. - (Карта світу). - ISBN 978-966-03-5610-8 (в опр.). - ISBN 978-966-03-5083-0

#### Ф
- Фабіан, Карел

Чорний вовк: повість / К. Фабіан ; пер. з чеськ. В. Нестайко. — К. : Молодь, 1967. — 220 с. — (Подорожі. Пригоди. Фантастика).
- Фіала, Вацлав

Мої зустрічі на Срібній Землі: Есе. Спогади. Живопис. Графіка. Дослідження / пер. з укр. О. Фіалової, В. Фіали; авт. пер. з чес. В. А. Моторного та ін.; упоряд. В. А. Моторний, Б. П. Бендзар. — Ужгород: Карпати, 2005. — 134 с. : ілюстр. — ISBN 9666710358.
- Фіккер, Едуард

Золота четвірка; Дев'ятнадцятий кілометр: Пригодницькі повісті / Е. Фіккер ; Пер. з чеськ. Г. Коновалов, Ю. Чикирисов. — К. : Рад. письменник, 1966. — 286 с.
Золота четвірка; Дев'ятнадцятий кілометр: Пригодницькі повісті / Е. Фіккер ; Пер. з чеськ. Г. Коновалов, Ю. Чикирисов. — К. : Рад. письменник, 1969. — 286 с.
- Фішер, Оттокар

Вечір і душа; Соната; Один за багатьох / Фішер О. ; Пер. з чес. Кочур Г.// Чеська поезія: Антол. — К., 1964. — С. 269—271.
- Флоріан, Мирослав[41]

Течія: [Вірш] / Флоріан М. ; Пер. з чес. Кочур Г. // Вітчизна. — 1960. — № 5. — С. 113—114.
Простий мотив; Вікно; Чайки в березні; Течія / Флоріан М. ; Пер. з чес. Кочур Г. // Чеська поезія: Антол. — К., 1964. — С. 490—492.
Чайки в березні: [Вірш] / Флоріан М. ; Пер. з чес. Кочур Г. // Україна. — 1964. — № 4. — С. 8.
Простий мотив // Всесвіт. — 1964. — № 2.
Які очі має вітер? // Світ від А до Я. Хрестоматія світової літератури для початкової школи: У 3 кн. Тернопіль, 2007. — Кн. 3.: Росія–Японія.
Несем фортепіано / Мирослав Флоріан ; Переклав Дмитро Павличко // Книга життя. Поетична антологія / уклад. Б. Щавурський. - Тернопіль : Богдан, 2010. - 344 с. - ISBN 978-966-10-1064-1. - С. 304.
[Вірші] // Перлини світової поезії в перекладах Д. Павличка. — К., 2012.
- Францоуз, Павел

Скільки барв у веселки / П. Францоуз ; Пер. з чес. В. Житник // Міст: Сучасне чеське оповідання. — К.: Дніпро, 1984. — С. 189—192.
- Фріч, Альберто Войтєх

Високий мисливець: Пригоди серед індіанців кадувеїв / А. В. Фріч ; Пер. з чеськ. О. Микитенка. — К. : Молодь, 1979. — 200 с.
- Фріч, Йозеф Вацлав

Учитель: вірш / Й. В. Фріч ; з чеської пер. Р. Лубківський // Жовтень. — 1972. — № 7. — С. 15, 16.
Іван Мазепа: трагедія на 5 дій / Й. В. Фріч ; з чеської пер. Р. Лубківський // Всесвіт. — К., 2003. — № 7-8. — С. 3-104.
Іван Мазепа: трагедія на 5 дій / Й. В. Фріч ; з чеської пер. Р. Лубківський // Всесвіт. — 2008. — № 7-8. — С. 3-104.
- Фукс, Ладіслав

Варіації для глухої струни: Роман / Л. Фукс ; Пер. з чеськ. В. Пасічна; Післям. К. Шахової. — К. : Дніпро, 1980. — 355 с. — (Дружба).
- Фучік, Юліус

Слово перед стратою / Ю. Фучік ; пер. з чеськ. Л. Первомайський. — К. : Рад. Україна, 1948. — 78 с. — (Б-ка журналу «Україна»).
Статті, нариси / пер. з чеської, вступ. стаття Ю. Буряківського. — Київ : Держлітвидав, 1952. — 292 с. : портр.
Репортаж, писаний під шибеницею / Фучік Юліус ; пер. з чес. Л. Первомайського ; [вступ. ст. В. І. Шевчука ; худож. І. М. Гаврилюк]. — Київ: Молодь, 1971. — 112 с. : іл., портр.

#### Х
- Халупка, Само

Козацька пісня / Само Халупка ; пер. з чес. І. Франка // Зв'язки Івана Франка з чехами та словаками / Упор. М. Мольнар та М. Мундяк. — Братислава: Словацьке вид-во худ. літ-ри, 1957. — С. 221—225.
- Хробак, Ондржей

Як творити галерею / О. Хробак, Р. Коричанек, М. Ванєк, Я. Пресс ; пер. з чес. Л. Кіцила ; іл. Д. Бьом ; ред. М. Савка. - Львів : Видавництво Старого Лева, 2018. - 62 с. : іл. - ISBN 978-617-679-506-3

#### Ц
- Цанкар, Ян

Наймитська правда: повість / Ян Цанкар ; пер. з чес. П. Охрименко. — Х.: Рух, 1930.

#### Ч
- Чапек, Йозеф

Оповідання про песика й кицю. Як вони разом господарювали та ще багато про що: [для читання дорослими дітям] / Йозеф Чапек ; худож. Олена Курдюмова ; [пер. з чес. Л. Ю. Кіцила]. — Харків: Віват, 2016. — 79 с. : кольор. іл. — (Серія «Мрійники»). — ISBN 978-617-690-413-7. — ISBN 978-617-690-137-2 (серія)
Пригоди песика та киці / Й. Чапек ; пер. з чес. Л. Кіцила; іл. С. Ємельянової; обклад. В. Ноздріна
К.: Махаон-Україна, 2011. — 63 с.: ілюстр. — (Квітка-семибарвиця). — ISBN 9786175263259
- Чапек, Карел

Баляда про Юру Чупа: [Оповідання] / К. Чапек ; перекл. М. Лотоцький // Діло. — 1932. — 16 січ., ч. 10; 17 січ., ч. 11.
Пригода з дитиною: [Оповідання] / К. Чапек ; перекл. М. Лотоцький // Діло. — 1932. — 24 лип., ч. 161 — 27 лип., ч. 163.
Острів сподівань: [Оповідання] / К. Чапек, Й. Чапек ; Перекл. О. Боднарович // Назустріч. — 1934. — Ч. 23. — С. 4. — Перекл. у тексті: О. Б.
Бо поле хотіло бути разом: [Оповідання] / К. Чапек ; перекл. А. Курдидик // Неділя. — 1935. — 1 верес., ч. 34. — Перекл. у тексті: А. К.
Папузячий процес: [Оповідання] / К. Чапек // Діло. — 1937. — 4 серп., ч. 169. — Перекл. не зазнач.
Смерть Архімеда: [Оповідання] / К. Чапек ; перекл. Ф. Беркут // Діло. — 1938. — 9 лип., ч. 148.
Англійські листи; Війна з саламандрами; Мати / К. Чапек // Вибрані твори / Пер. з рос. видання О. Романової; Післясл. Е. Грабар. — Ужгород: Кн.-журн. вид-во, 1951.
Бесіди з Т. Г. Масариком / Чапек Карел ; пер. з чес. Л. Кіцили ; [вступ. сл. Є. Топінки ; худож. І. Шатурма]. — Львів: Каменяр, 2001. — 270 с. : фот.
Бесіди з Томашем Масариком / Карел Чапек; пер. з чес. Лідія Кіцила; післясл. Михайла Нагорняка. — Львів: Астролябія, 2010. — 464 c. — ISBN 978-966-8657-79-5
Біла пошесть; Мати: П'єси / К. Чапек // Твори: В 2 т. / Пер. с чеськ. Д. Андрухів, Ю. Лісняк. — Київ: Дніпро, 1987. — Т. 2 : Гордубал: Роман. П'єси. Оповідання. Афоризми та баєчки. — С. 126—257.
Блакитна хризантема; Ворожка; Ясновидець; Таємниця почерку; Поет; Сліди; Злочин у селянській родині; Замах на життя; Історія диригента Каліни; Голка; Смерть Архімеда; Марфа і Марія; Ромео і Джульєтта: Оповідання / К. Чапек // Твори: В 2 т. / Пер. с чеськ. Д. Андрухів, Ю. Лісняк. — Київ: Дніпро, 1987. — Т. 2 : Гордубал: Роман. П'єси. Оповідання. Афоризми та баєчки. — С. 258—424.
В замку; Гроші; Ясновидець; Поет; Сліди; Замах на життя; Голка; Александр Македонський; Смерть Архімеда; Марфа і Марія; Ромео і Джульєтта / К. Чапек // Війна з саламандрами. Мати. Оповідання / Пер. з чеськ. Ю. Я. Лісняка; Передм. Ю. З. Янковського. — Київ: Дніпро, 1978. — С. 285—428. — (Вершини світового письменства).
Війна з саламандрами: [для старш. шк. віку] / Карел Чапек ; пер. з чес. Юрія Лісняка ; передм. Георгія Хоткевича ; примітки та навч.-метод. матеріали Людмили Слободянюк. — К. : Національний книжковий проект, 2011. — 256 с. — (Бібліотека шкільної класики. Позакласне читання. 11 клас). — ISBN 978-966-339-587-6
Війна з саламандрами / К. Чапек // Твори: В 2 т. / Пер. с чеськ. Ю. Лісняк, С. Сакидон; Передм. і комент. С. Нікольського. — Київ: Дніпро, 1987. — Т. 1 : Фабрика абсолюту; Кракатит; Війна з саламандрами: Романи. — С. 406—621.
Війна з саламандрами. Мати: Роман, оповідання: Пер. с чеськ. / К. Чапек. — К. : Дніпро, 1978. — 439 с.
Війна з саламандрами: Роман: Пер. с чеськ. / К. Чапек. — К. : Худож. літ., 1960. — 243 с.
Голка. Колекція марок / / Всесвіт. — 1959. — № 1.
Гордубал: повість / Чапек Карел ; [пер. з чес. М. Г. Шевченко-Горбатюк ; післямова І. Сварника ; худож. Ю. Ю. Жолудєв]. — Ужгород: Карпати, 1972. — 136 с. : іл.
Гордубал / К. Чапек // Вітер з полонини: Зб. творів чеських письм.: Пер. з чес. / Вступ. ст. та прим. Г. М. Сиваченко. — Ужгород: Карпати, 1986. — С.19-123.
Грдубал : повість / К. Чапек ; пер. з чес. М. Г. Горбатюк. – Львів : Кн.-журн. вид-во, 1959. – 127 с.
Дарочка, або Життя цуценяти: [для мол. шк. віку] / написав, намал., сфот. і зазнав Карел Чапек ; пер. з чес. Петро Козланюк. — Львів: Апріорі, 2018. — 67 с. : мал., світлини. — Пер. вид. : Pohádky Karla Čapka. SNKD. — Praha, 1957. — ISBN 978-617-629-435-1
Казки для Дарочки: Казки / К. Чапек ; Пер. з чес. П. Козланюка; Худож. Й. Чапек, К. Чапек. — К.: Веселка, 1986. — 37 с.: іл.
Казки: для мол. шк. віку: Пер. із чес. / К. Чапек ; упоряд. Д. Андрухов ; мал. Й. Чапек, К. Чапек. — К. : Веселка ; Т. : Навчальна книга — Богдан, 2004. — 184 с.: іл. — ISBN 966-01-0230-5 (Веселка). — ISBN 966-692-172-3 (Навчальна книга-Богдан)
Кракатит: роман / Чапек Карел ; [пер. з чес. І. Сакидона ; післямова В. І. Шевчука ; худож. М. С. Туровський]. — Київ: Держлітвидав, 1961. — 268 с. : іл.
Кракатіт / Карел Чапек ; пер. з чес. Сидор Сакидон. — Х. ; К. : Книгоспілка, 1930.
Кракатит / К. Чапек // Твори: В 2 т. / Пер. с чеськ. Ю. Лісняк, С. Сакидон; Передм. і комент. С. Нікольського. — Київ: Дніпро, 1987. — Т. 1 : Фабрика абсолюту; Кракатит; Війна з саламандрами: Романи. — С. 152—405.
Новели. Переклад з чеської О. Романової. Київ: Держлітвидав України, 1954.
Оповідання з другої кишені / Карел Чапек ; пер. з чес. Клима Забарила. — К. : Знання, 2017. — 191 с. — (Скарби). — ISBN 978-617-07-0474-0
Оповідання з обох кишень: Пер. з чеськ. / К. Чапек ; [пер. з чес., післямова К. Забарила ; худож. В. В. Василенко]. — К. : Дніпро, 1970. — 480 с.
Оповідання з однієї кишені / Карел Чапек ; пер. з чес. Клима Забарила. — К. : Знання, 2015. — 191 с. — (Скарби). — ISBN 978-617-07-0315-6
Розповіді з другої кишені. Голка. Колекція марок / К. Чапек // Шкільна бібліотека. — 2008. — N 8. — С. 52-55.
Р. У. Р. (Россумові універсальні роботи) / Карел Чапек ; Пер. Олена Ващенко. — К.: Комора, 2020. — 192 с. — ISBN 978-617-7286-68-3
Твори = Spisy: в 2 т. Т. 1 : Фабрика абсолюту ; Кракатит ; Війна з саламандрами: романи / К. Чапек ; пер. с чеськ.: Ю. Лісняк, С. Сакидон ; передм. і комент. С. Нікольського. — Київ: Дніпро, 1987. — 635 с.
Твори = Spisy: в 2 т. Т. 2 : Гордубал: роман ; П'єси ; Оповідання ; Афоризми та баєчки / К. Чапек ; пер. с чеськ.: Д. Андрухів, Ю. Лісняк ; комент. О. Малевича. — Київ: Дніпро, 1987. — 511 с.
Фабрика абсолюту / К. Чапек // Твори: В 2 т. / Пер. с чеськ. Ю. Лісняк, С. Сакидон; Передм. і комент. С. Нікольського. — Київ: Дніпро, 1987. — Т. 1 : Фабрика абсолюту; Кракатит; Війна з саламандрами: Романи. — С. 24-151.
- Челаковський, Франтішек Ладислав

Нічна розмова ; Милого з милою : вірші / Ф. Челаковський ; пер. з. чес. А. Могили // Могила Амвросій, Галка Ієремія. Поезії. К: Радянський письменник, 1972 р. 334 с. Серія: Бібліотека поета. Див. с. 80-83. ([Архівовано 27 грудня 2021 у Wayback Machine.] читати онлайн; djvu -файл [Архівовано 27 грудня 2021 у Wayback Machine.])
Кактус / Челаковський Ф. Л. ; Пер. з чес. Кочур Г. // Чеська поезія: Антол. — К., 1964. — С. 51.
Кактус / Ф. Л. Челаковський пер. з чес. Г. Кочур // Друге відлуння: Переклади / Авт. передм. М. О. Новикова; Ред. М. Н. Москаленко. — Київ: Дніпро, 1991. — 558 с.
З чеської Франтишека-Ладислава Челаковського пепекладав теж О.О. Корсун.
- Черник, Міхал

Урожай серця / М. Черник ; пер. з чес. В. Гуцаленко // Пісні над Влтавою: коротка антологія чеської поезії = Pisne nad Vltavou: Kratka antologie ceske poezie / Упоряд. та пер. з чес. В. Гуцаленка. — К. : Голов. спеціаліз. ред. літ. мовами нац. меншин України, 2002. — 224 с. — ISBN 966-522-182-5
- Чех, Сватоплук

Над всі кари, що у рабстві…; «Пісні раба» / С. Чех ; пер. з чес. О. Пчілки // Рідний край. — 1868. — № 16. — С. 10, 11.
Проста пташка, проста й гадка: Оповідання / С. Чех ; Пер. з чес. М. М. // Діло. — 1887. — 7[19] січ.
Над берегом моря: Новела / С. Чех // Діло. — 1890. — 15[27] берез.
Чоловік з гарним вусом: Гумореска / С. Чех ; Пер. з чес. В. Р-ка [В. Ріленко — псевдонім Йосифовича Д. Г.] / Діло. — 1893. — 9[21] січ.
Чоловік, що видав поезії: Оповідання / С. Чех // Діло. — 1903. — 7[20], 8[21] січ.
Чужинець у Празі: Нарис / С. Чех ; Пер. з чес. О. К. // Рідний край. — 1908. — № 16. — С. 9, 10.
Пісні раба: [Вірш] / С. Чех ; перекл. Є. Маланюк // ЛНВ. — 1930. — Т. 101. — Кн. 3. — С. 221—225.
Скрипка ; Жижка ; В тіні липи ; Вацлав з Міхалович ; Петрові ключі ; Правда / Сватоплук Чех: пер. з чес. І. Франка // Зв'язки Івана Франка з чехами та словаками / Упор. М. Мольнар та М. Мундяк. — Братислава: Словацьке вид-во худ. літ-ри, 1957. — С. 227—234.
Поезії // Чеська поезія. — K., 1964.
Скрипач: Оповідання / / Франко І. Зібр. творів у 50 т. — K., 1978. — Т. 11.
Шаблон / С. Чех ; пер. з чес. Г. Кочур // Друге відлуння: Переклади / Авт. передм. М. О. Новикова; Ред. М. Н. Москаленко. — Київ: Дніпро, 1991. — 558 с.
- Чтвртек, Вацлав

Пригоди Румцайса: Повість-казка / В. Чтвртек ; пер. з чес. О. Микитенка; мал. Ю. Северина — К. : Веселка, 1975. — 212 с.

#### Ш
- Шабах, Петр

Неділя: [проза] / П. Шабах ; пер. з чеськ. М. Шатилов // Всесвіт. — К., 2003. — № 7-8. — С. 251—256.
Неділя: оповідання / Петр Шабах ; пер. з чеськ. Микола Шатилов // Всесвіт. — 2015. — № 3/4. — С. 251–
256.
Неділя: оповідання / Петр Шабах ; пер. з чеськ. Микола Шатилов // Пороги. — 2015. — № 4. — С. 14-16.
Гівно горить / Петр Шабах ; Пер. з чеської Тетяна Окопної. — К.: Темпора, 2015. — 218 с. — ISBN 978-617-569-222-6
Півцарства за побрехеньку / П. Шабах ; пер. з чес. М. Шатилов // Всесвіт: Журнал іноземної літератури. — 2013. — N 11/12. — С. 269—272. — ISSN 0320-8370
- Шайнер, Донат

Дим Вітчизни / пер. з чес. П. Мовчан // Всесвіт, 1979, № 9, с. 15.
З тобою ; Пошуки // Влучність: поетичні переклади / Леонід Череватенко ; [упоряд.: В. Богуславська, Л. Забарило]. — Київ: Вид. дім Дмитра Бураго, 2017. — 340 с. : фот. — ISBN 978-966-489-425-5.
Каміння: вірш / Д. Шайнер ; пер. з чес. Р. Лубківський // Жовтень. — 1972. — № 7. — С. 17.
Пошуки ; З тобою: [вірші] / Донат Шайнер ; переклав Леонід Череватенко // Всесвіт. — 1979. — № 9 (609). — С. 12–17
Чілі: вірш / Д. Шайнер ; пер. з чес. В. Лучука // Жовтень. — 1976. — № 5. — С. 14.
Шибеник: повість: для середнього шкільного віку / Донат Шайнер ; переклад з чеської Ганни Пашко. К.: Веселка, 1977. — 96 с.
Шлях: (уривок) / Шайнер Д.; Пер. з чес. Г. Неруш // Зелен май : 3б.: Твори письм. Болгарії, НДР, Польщі… / Текст ред.-упоряд. О. Логвиненко; вступне сл. О. Гончара; мал. В. Савадова — К.: Веселка 1985. — 431 с., ілюстр.
- Шалда, Франтішек Ксаверій

Перед світанком; Так дозріває час / Ф. К. Шалда ; пер. з чес. Г. Кочур // Чеська поезія: Антол. — К., 1964. — С. 209—211.
Перед світанком; Так дозріває час / Ф. К. Шалда ; пер. з чес. Г. Кочур // Друге відлуння: Переклади / Авт. передм. М. О. Новикова; Ред. М. Н. Москаленко. — Київ: Дніпро, 1991. — 558 с.
- Шванда, К. С.

Беатрича: оповідання-фантазія / К. С. Шванда ; пер. з чес. Ор. Д-б [[[Йосифович Дмитро Григорович|Д. Г. Йосифович]]] // Діло. — 1890. — 26 квітн. [8 трав.], 27 квітн. [9 трав.].
- Шимон, Йозеф

Музика ; Не так воно вже й давно ; …А тебе люблю я // Влучність: поетичні переклади / Леонід Череватенко ; [упоряд.: В. Богуславська, Л. Забарило]. — Київ: Вид. дім Дмитра Бураго, 2017. — 340 с. : фот. — ISBN 978-966-489-425-5.
Поезії / Йозеф Шімон // Весняна Влтава = Jarnì Vtalva: молода чеська поезія / [упоряд.: Володимир Житник та Роман Лубківський ; за ред. В. Житника ; авт. передм. М. Флоріан]. — Київ: Молодь, 1982. — 231 с. — (Молода поезія країн соціалістичної співдружності). — Зі змісту: Не так воно вже й давно ; …А тебе люблю я ; Музика ; Під знаком вогню / переклав Леонід Череватенко. — С. 220—224.
- Шотола, Їржі

Ромео і Джульєтта / Іржі Шотола ; пер. з чес. Ліна Костенко // Літ. Україна. — 1963. — 18 жовт.
Ромео і Джульєтта / Шотола Ї. ; Пер. з чес. Кочур Г. // Чеська поезія: Антол. — К., 1964. — С. 482—483.
- Шрамек, Франя

«Лист від їхніх благородій…» / Шрамек Ф. ; Пер. з чес. Кочур Г. // Чеська поезія: Антол. — К., 1964. — С. 239—240.
- Шрут, Павел

Шкарпеткожери: [для дітей серед. шк. віку] / Павел Шрут, мал. Ґаліни Міклінової ; [пер. з чес. О. Стукала]. — Харків: Школа, 2017. — 231 с. : кольор. іл. — (Серія «Шкарпеткожери»). — Пер. вид. : Lichožrouti / Pavel Šrut, Galina Miklínová. — Prague, 2008. — ISBN 978-966-429-457-4
Шкарпеткожери повертаються: [для дітей серед. шк. віку] / Павел Шрут, Ґаліна Міклінова ; [худож. Ґ. Міклінова ; пер. з чес. О. Стукала]. — Харків: Школа, 2018. — 183 с. : кольор. іл. — (Серія «Шкарпеткожери»). — Пер. вид. : Lichožrouti se vracejí / Pavel Šrut, Galina Miklínová. — Prague, 2010. — ISBN 978-966-429-460-4
Шкарпеткожери завжди поряд: [для дітей серед. шк. віку] / Павел Шрут, Ґаліна Міклінова ; [худож. Ґ. Міклінова ; пер. з чес. О. Стукала]. — Харків: Школа, 2018. — 231 с. : кольор. іл. — (Серія «Шкарпеткожери»). — Пер. вид. : Lichožrouti navždy / Pavel Šrut, Galina Miklínová. — Prague, 2013. — ISBN 978-966-429-461-1
- Шульц, Карел

Камінь і біль: роман / Карел Шульц ; із чес. пер. Дмитро Андрухів. — К. : Юніверс, 2006. — 687 с., іл.
- Шульц, Петр

Тео і Леля вперше у садочку / П. Шульц; пер. з чес. Б. Фенюка – Тернопіль : Мандрівець, 2020. – 24 с.: іл. – (Серія “Долаємо ЦЕ разом!”)

#### Я
- Ягода, Йозеф

Кавничок: [Оповідання] / Й. Ягода ; перекл. В. Королів-Старий // Жіноча доля. — 1931. — Ч. 3. — С. 4–5. — Перекл. у тексті: В. С-й.
Кепська планета: [Оповідання] / Й. Ягода // Жіноча доля. — 1931. — Ч. 34. — С. 5; Ч. 35. — С. 5–6; Ч. 36. — С. 5. — Перекл. незазнач.
Старий балакун: [Оповідання] / Й. Ягода ; перекл. В. Королів-Старий // Жіноча доля. — 1931. — Ч. 26. — С. 5–6; Ч. 27. — С. 5,8. — Перекл. у тексті: В. К. С-й.

#### Інші видання
- Твори Степана Руданського: у 7 т. Т. 5 / впорядкував [та авт. передм.] А. Кримський. – Л.: Виданнє М. Комара. Коштом вид. Друк. Наук. Т-ва ім. Шевченка. Під зарядом К. Беднарського, 1899. – 210 c.  – В кн. також пер. з чес.
- Твори Степана Руданського: у  7 т. – 2-е вид. – Т. 1. / [передм. «Степан Руданський» О.Г. Лотоцького]. – Кам’янець-Поділ.: Дністер. Друк. Св[ято]-Троіцького Брацтва, 1911. – V, IV, 217 с., 1 арк. портр., 1 арк. іл.– В кн. пер. чес. нар. пісень.